# Vladimír Mináč
Vladimír Mináč (10. srpna 1922 Klenovec – 25. října 1996 Bratislava) byl slovenský spisovatel-prozaik, esejista, filmový scenárista, publicista, kulturní organizátor a politik Komunistické strany Slovenska. Působil jako poúnorový poslanec Národního shromáždění ČSSR, za normalizace předseda Matice slovenské, poslanec Sněmovny lidu Federálního shromáždění a Slovenské národní rady. Ve Federálním shromáždění zasedal znovu po sametové revoluci v letech 1990–1992 za slovenské komunisty (později Strana demokratickej ľavice).

## Životopis
Vzdělání získal na gymnáziu v Rimavské Sobotě a v Tisovci, kde také nakonec maturoval. Na Filozofické fakultě Univerzity Komenského v Bratislavě studoval slovenštinu a němčinu.
Zúčastnil se aktivně Slovenského národního povstání, koncem roku 1944 byl zatčen a odvlečen do koncentračního tábora v Mauthausenu a později do Dachau. Hrůzu druhé světové války viděl zblízka. Podle pamětníků o této části života nikdy nemluvil, sám to vyjádřil: „ …já ten koncentrák nemůžu vzpomínat, prostě, nestrovil jsem ho. Vždy jsem se vyhýbal myslet na něj, abych si zachoval nějakou lidskou komoditu, nějakou lidskou způsobnost…“ Se zážitky se svěřil pouze spisovateli Petru Holkovi, co uvádí Eduard Chmelár: „Vím, že jistou dobu pálil mrtvá těla v peci, v pozůstatcích lidí naházených na kopu nejednou poznával známé i blízké, neuměl v sobě zpracovat tolik lidské ponížení a do konce života se nezbavil této noci. Potom nosil podvyživený a nemocný z blízkého kamenolomu těžké 50kilogramové balvany po strmém schodišti, které dostalo přezdívku „schody smrti“. V Mauthausenu zavraždili sto tisíc lidí, ale Mináč přežil.“
Po válce byl redaktorem armádního časopisu Bojovník (později byl přejmenován na Obranu lidu). V roce 1949 se stal tajemníkem slovenské sekce Svazu československých spisovatelů a zároveň byl redaktorem deníku Kultúrny život.

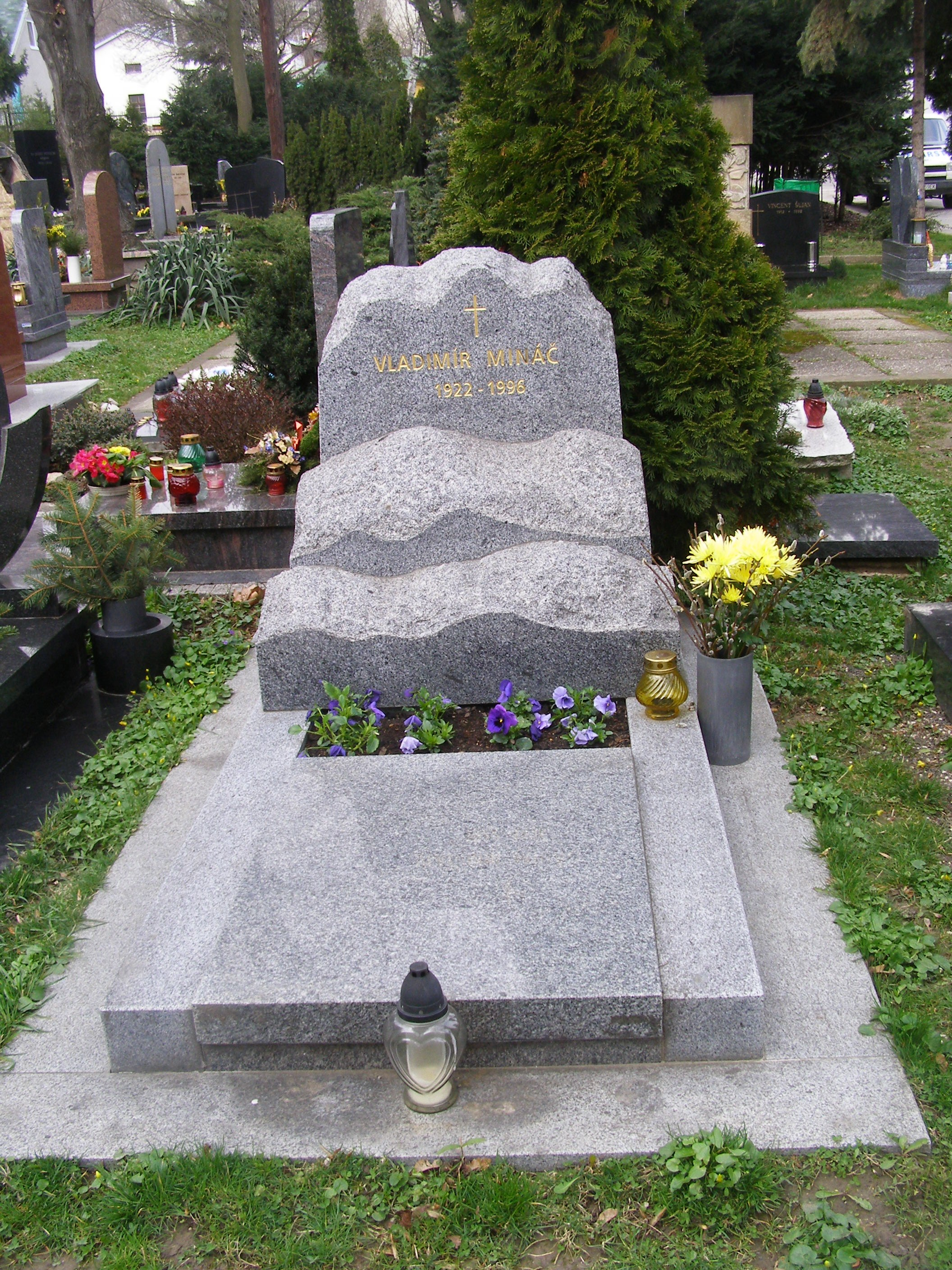
Hrob Vladimíra Mináče na hřbitově ve Slávičím údolí

V roce 1951 se stal vedoucím scenáristického oddělení Československého státního filmu, později šéfredaktorem časopisu Kultúrny život a od roku 1955 šéfredaktorem Slovenských pohľadov. V letech 1956–1974 se profesionálně věnoval literární tvorbě. Mináč působil spíše ve sféře kulturní, což jej možná zachránilo i před obviněním z buržoazní nacionalismu, kterému čelil spolu s Dominikem Tatarkou. V padesátých letech ho obvinili z buržoazní nacionalismu zfanatizovaní svazáci (na stavbě přehrady ho obklopili, házeli po něm bláto a nutilo ho, aby učinil tzv. sebekritiku). Svou literární tvorbou se postavil proti schématismu a dogmatismu padesátých let.

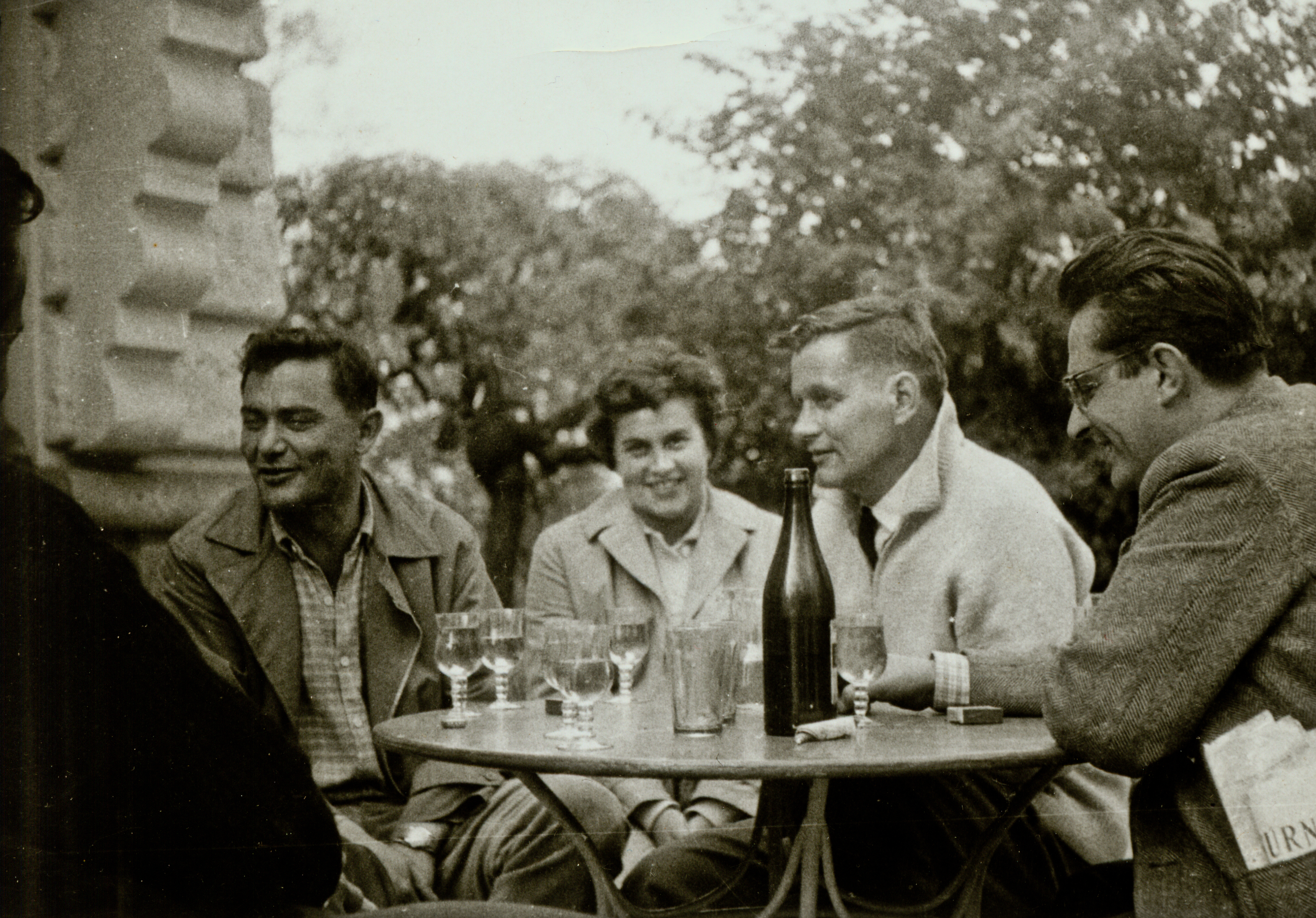
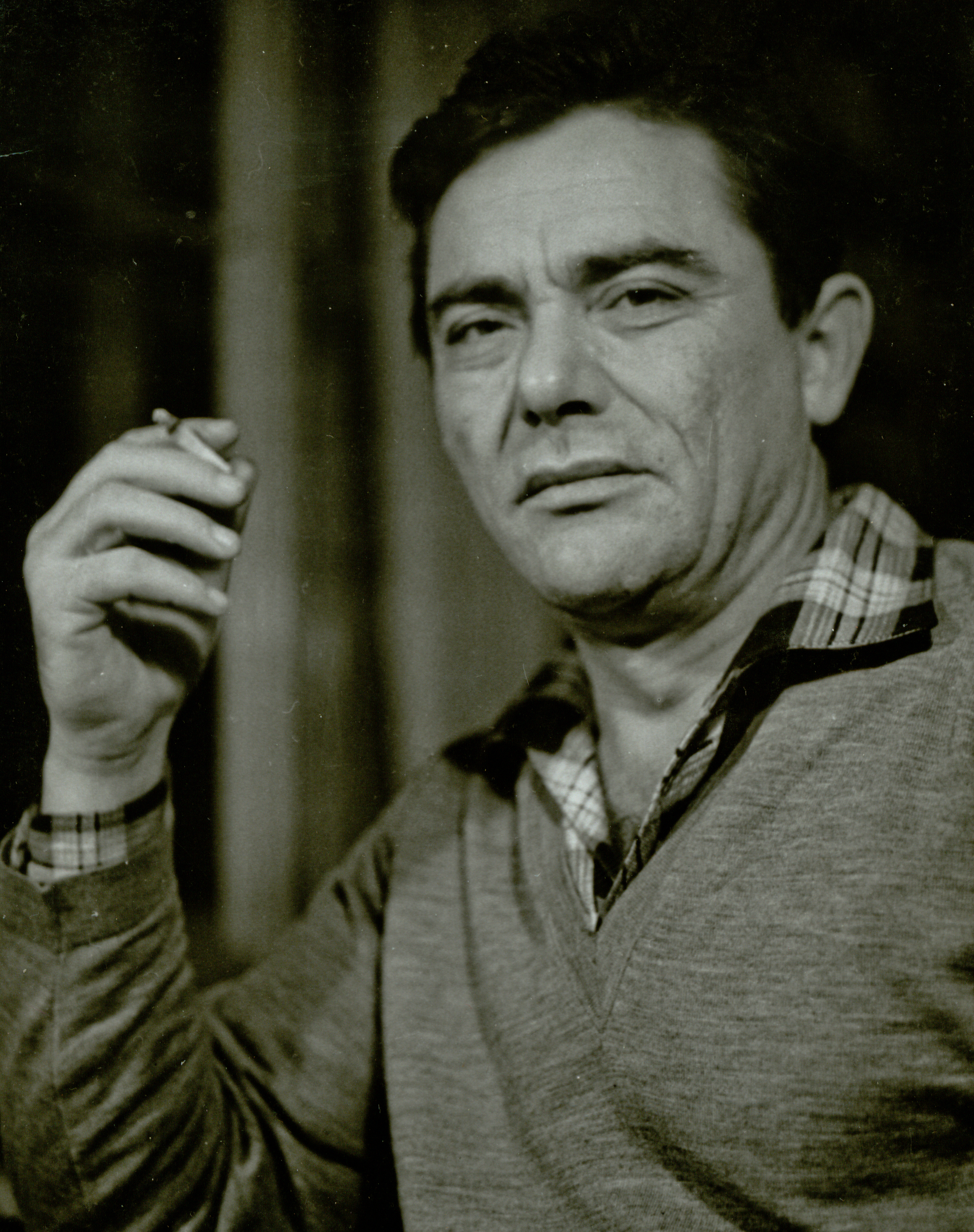
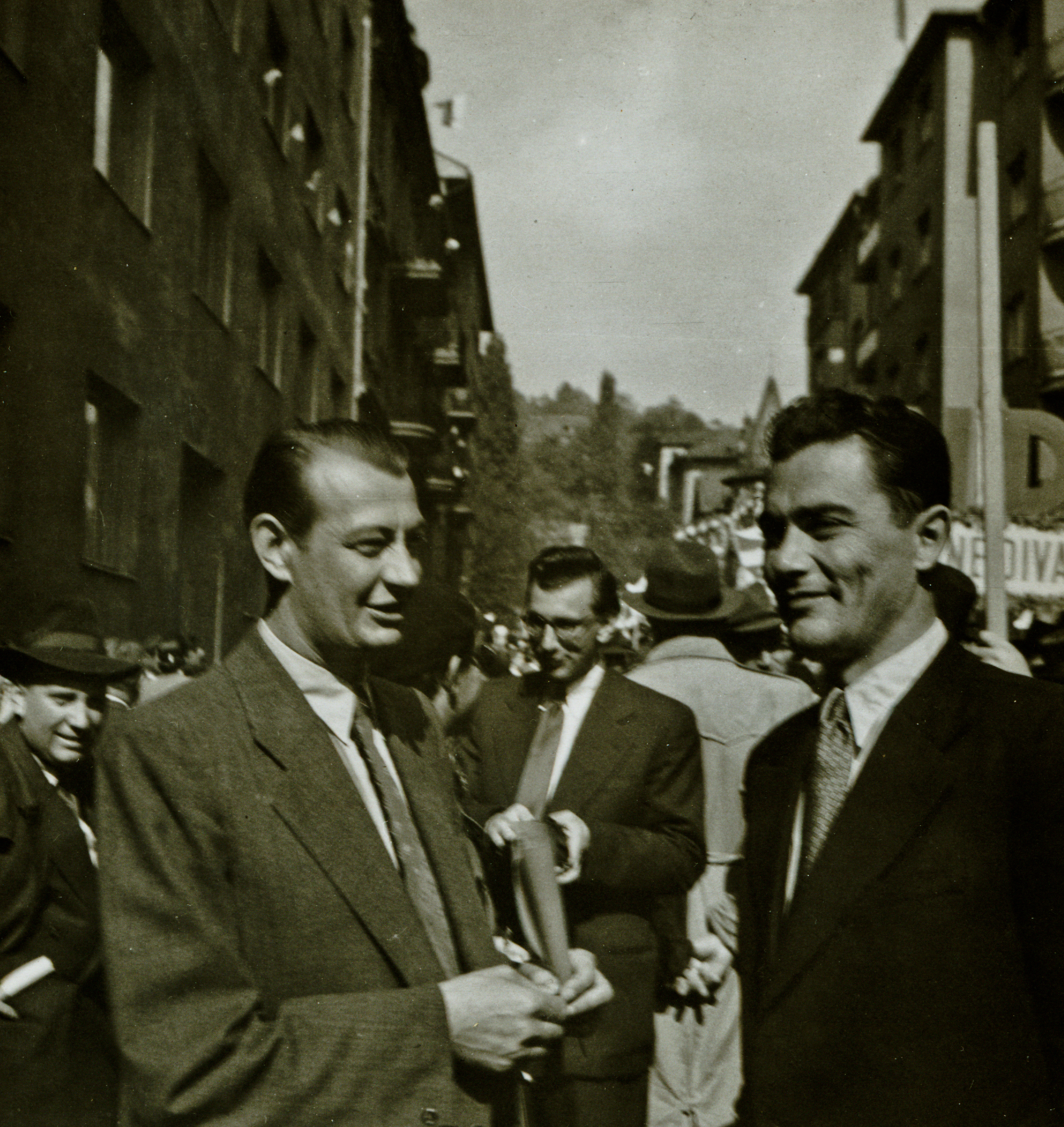
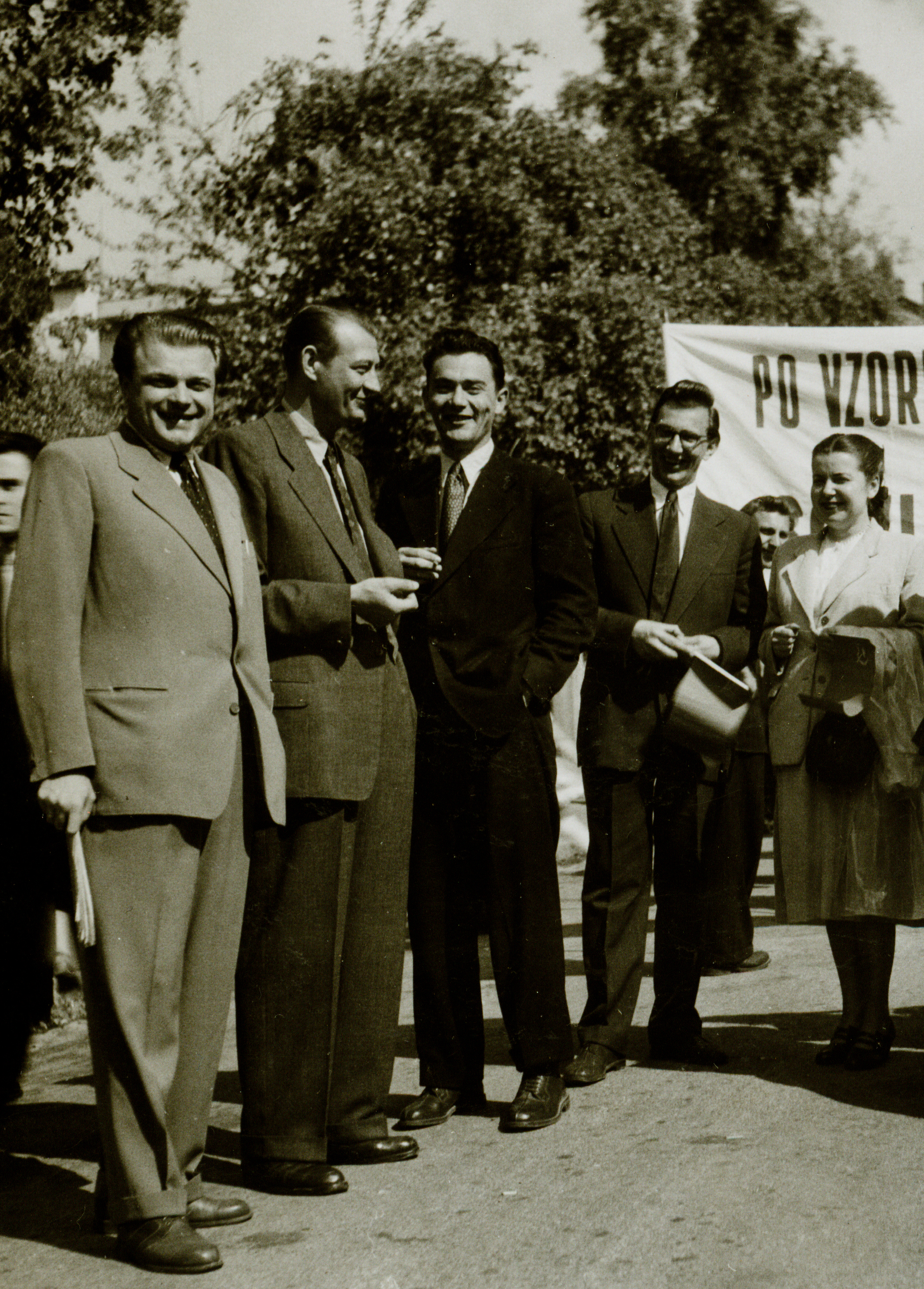
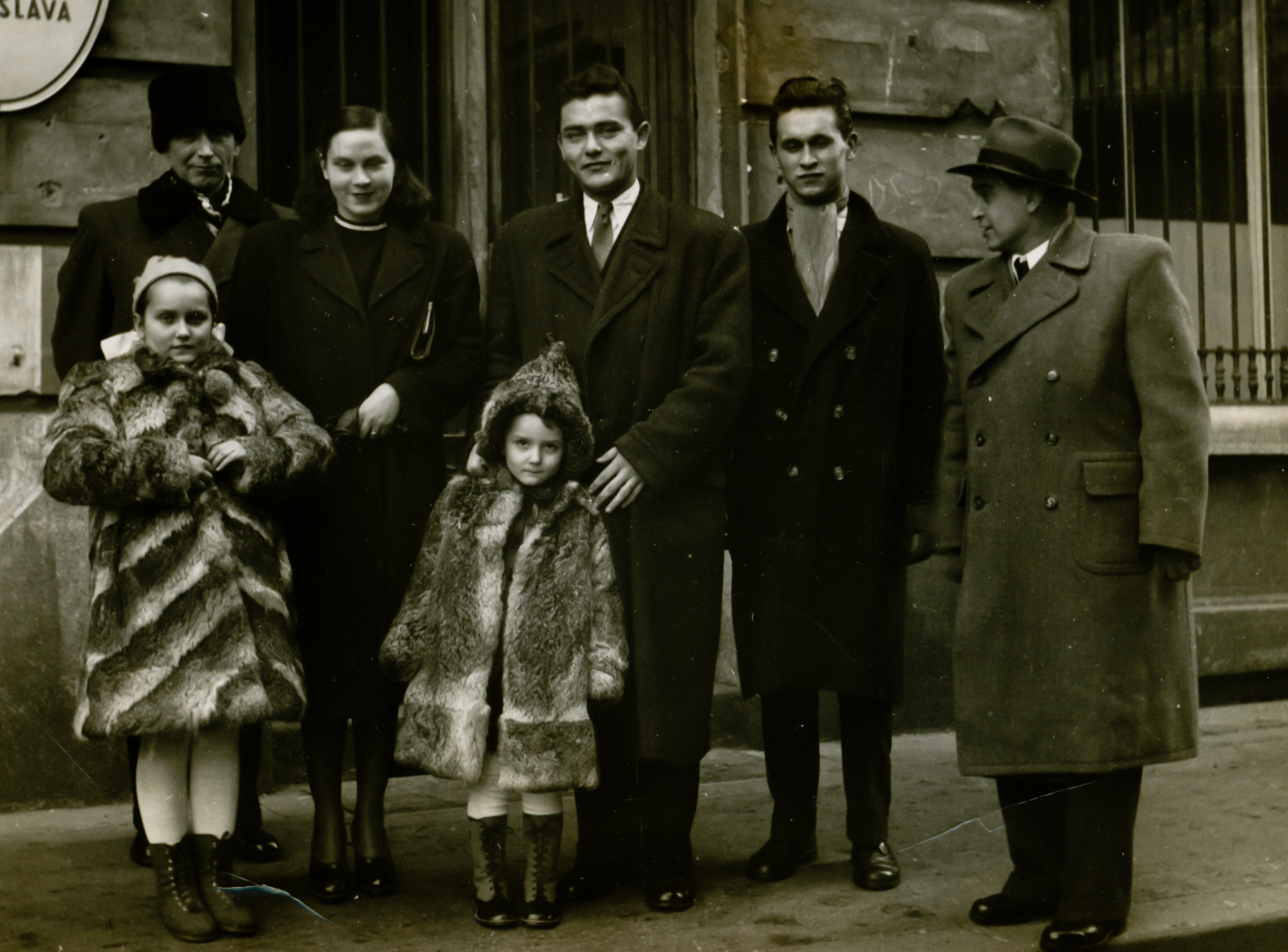
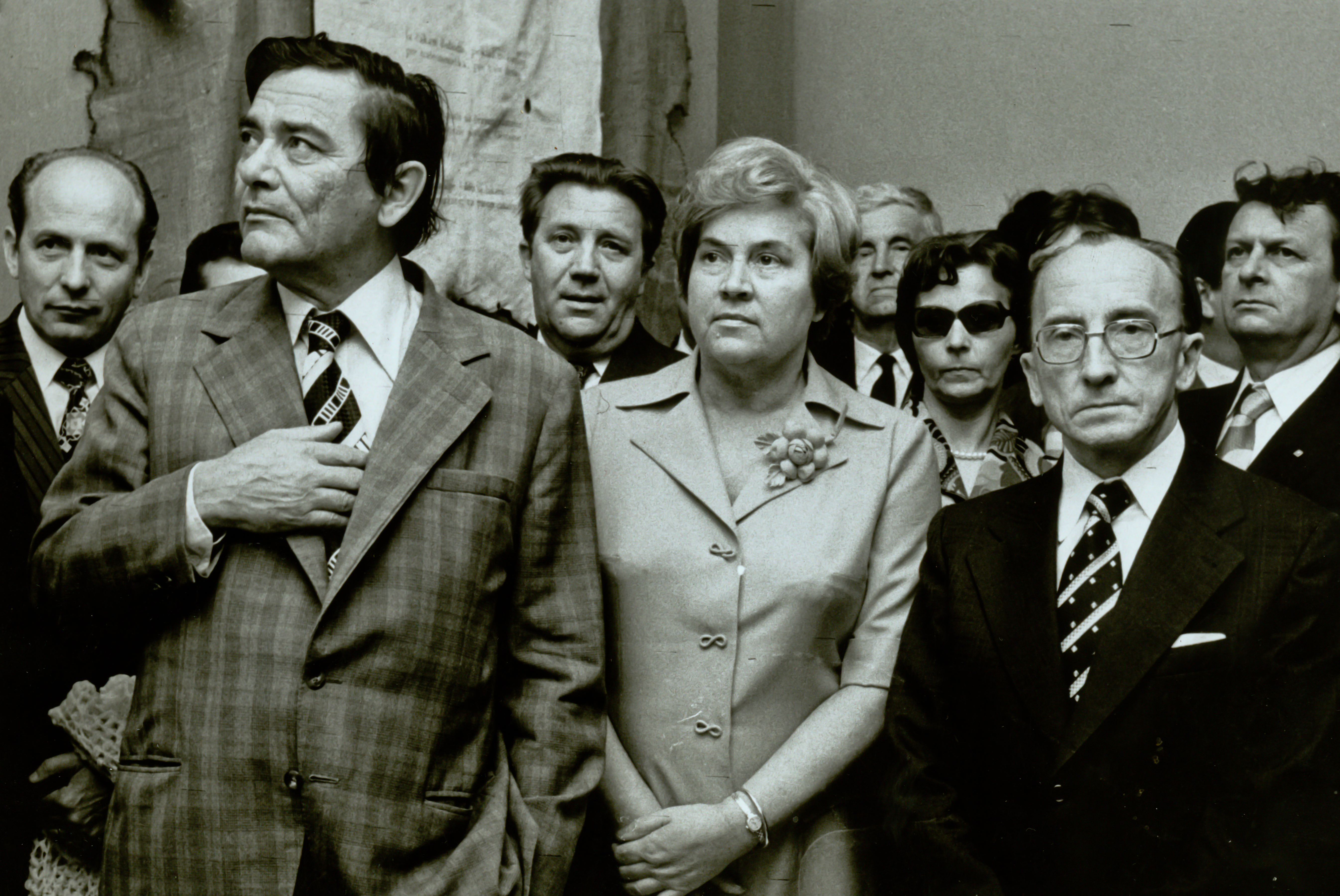

Ve volbách roku 1964 byl zvolen za KSS do Národního shromáždění ČSSR za Západoslovenský kraj. V Národním shromáždění zasedal až do konce volebního období parlamentu v roce 1968.
V 60. letech se zapojoval do četných dobových diskuzí o postavení Slováků a Slovenska. V roce 1965 například vystupoval v polemice o dědictví slovenského povstání v letech 1848–1849, které Karel Marx a ortodoxní marxistická historiografie hodnotila jako reakční, provídeňské a sabotující liberální maďarskou revoluci. Mináč tento výklad odmítl a postoj maďarských revolucionářů označil za šovinistický. V červnu 1967 se zúčastnil 4. sjezdu Svazu československých spisovatelů, na kterém převládaly výrazně kritické referáty ohledně kulturní a politické situace v Československu. Mináč ale spolu s některými dalšími umělci podepsal prohlášení, ve kterém vyzval, aby se na sjezdu neřešily politické záležitosti. Když po sjezdu došlo k represím proti některým kritickým umělcům, distancoval se od Mináč od nich. Odmítl protesty západních intelektuálů a kritizoval pokusy prezentovat první československou republiku jako vzor. V následujících měsících byl intelektuální frontou za své konzervativní komunistické postoje ostrakizován. Historik Jan Rychlík na příkladu Mináče naznačuje rozdílné směřování českých a slovenských kulturních elit před rokem 1968, kdy mezi Slováky kromě demokratizačních a liberálních proudů hrály významnou roli i otázky spojené s národní emancipací a federalizací.
Podpořil Dubčekovo křídlo aktem, který jak uvádí Eduard Chmelár: „ …když ho odvolali z postu předsedy Federálního shromáždění ČSSR, na protest si vyzul boty a bosý ho vyprovázel z jednacího sálu.“
V dubnu 1968 se dozvuky 4. sjezdu Svazu československých spisovatelů řešily i na Sjezdu slovenských spisovatelů, nyní již v atmosféře rozbíhajícího se reformního hnutí Pražského jara. Mináč na sjezdu odmítal přílišný důraz na demokratizaci a kritizoval Milana Kunderu, že na 4. sjezdu Svazu československých spisovatelů řešil vztah Čechů a světa a zapomněl na Slováky. Zopakoval i svou kritiku meziválečné československé republiky a prohlásil, že spáchala „téměř genocidu Slováků.“ Za svá slova byl na české straně ostře kritizován, ale kritiku na něj směřovali i četní slovenští liberální umělci. Historik Ján Mlynárik pak veřejně korigoval Mináčovy názory na dějiny 20. století a Mináčovy názory odsoudil i dosud žijící prvorepublikový předák slovenských sociálních demokratů Ivan Dérer.
K roku 1968 se profesně zmiňuje coby spisovatel z obvodu Bratislava-Ružinov. Po federalizaci Československa usedl roku 1969 do Sněmovny lidu Federálního shromáždění (volební obvod Bratislava-Ružinov), kde setrval do konce volebního období parlamentu, tedy do voleb roku 1971.
XIII. sjezd KSČ ho zvolil za kandidáta Ústředního výboru Komunistické strany Československa. Členem ÚV KSČ se stal převodem k 31. srpnu 1968. Od roku 1971 byl i členem Ústředního výboru Komunistické strany Slovenska.

Podle některých názorů byl po roce 1970 jednou z intelektuálních opor probíhající normalizace (zapojil se i do kampaně proti Alexandru Solženicynovi). Podle Pavla Matejoviče však Mináč kritizoval gulagy také a dřív než Solženicin a připomněl jejich existenci v Československu: "Mináč však prišiel s témou komunistických pracovných Jágrov už v próze Svedomie, ktorá ako jediná vyšla zo zakázanej zbierky próz Z nedávnych čias v českom preklade pod názvom Svedomí roku 1956 v Literárnych novinách (Solženicynova próza však vyšla až v roku 1962). Téma stalinských pracovných lágrov sa u Mináča objavuje aj neskôr v poviedke Namiesto kvetov na hroby (Záznamy, 1963), ktorá témou pripomína Jeden deň Ivana Denisoviča. (Mináč v nej rozvinul niektoré motívy z poviedky Svedomie."

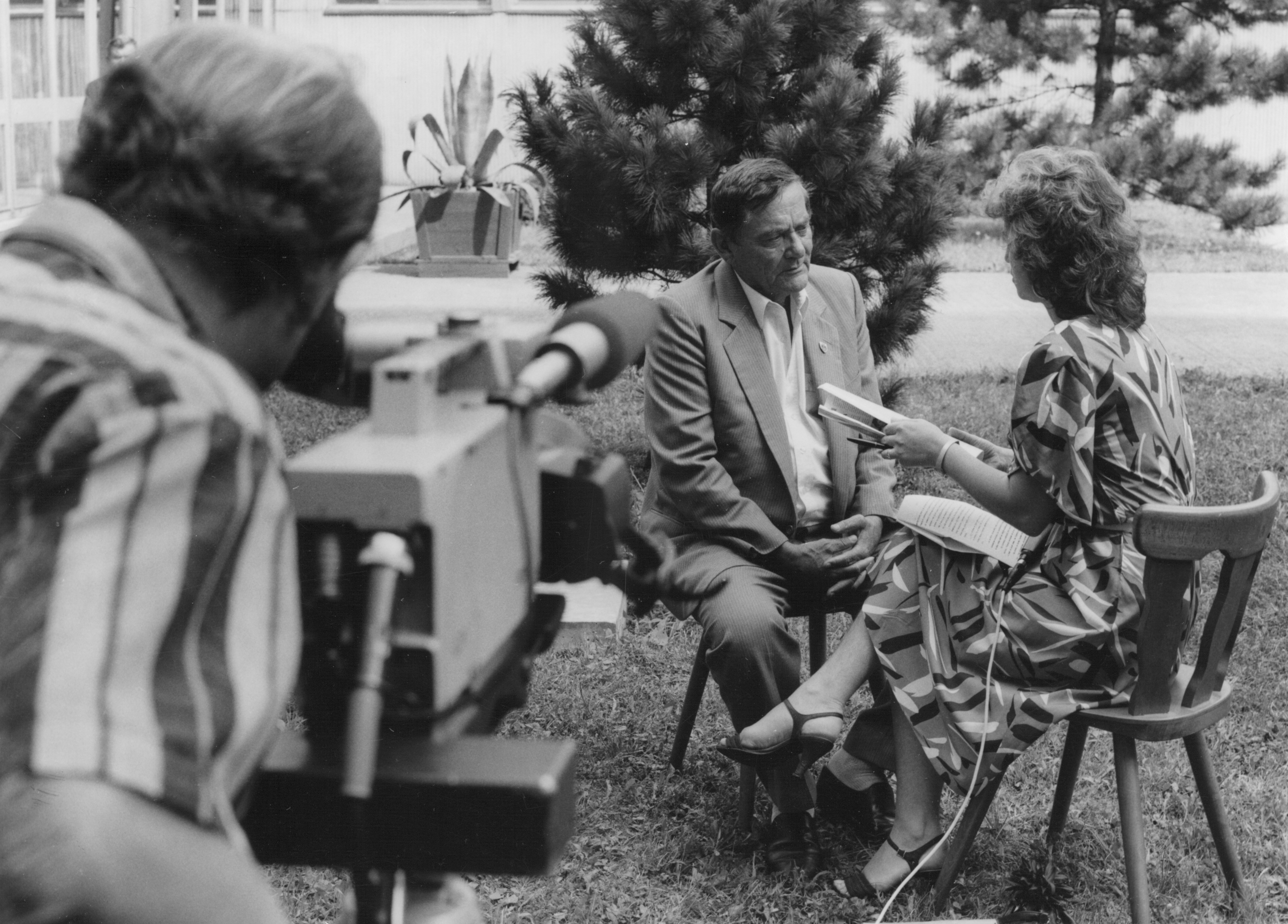
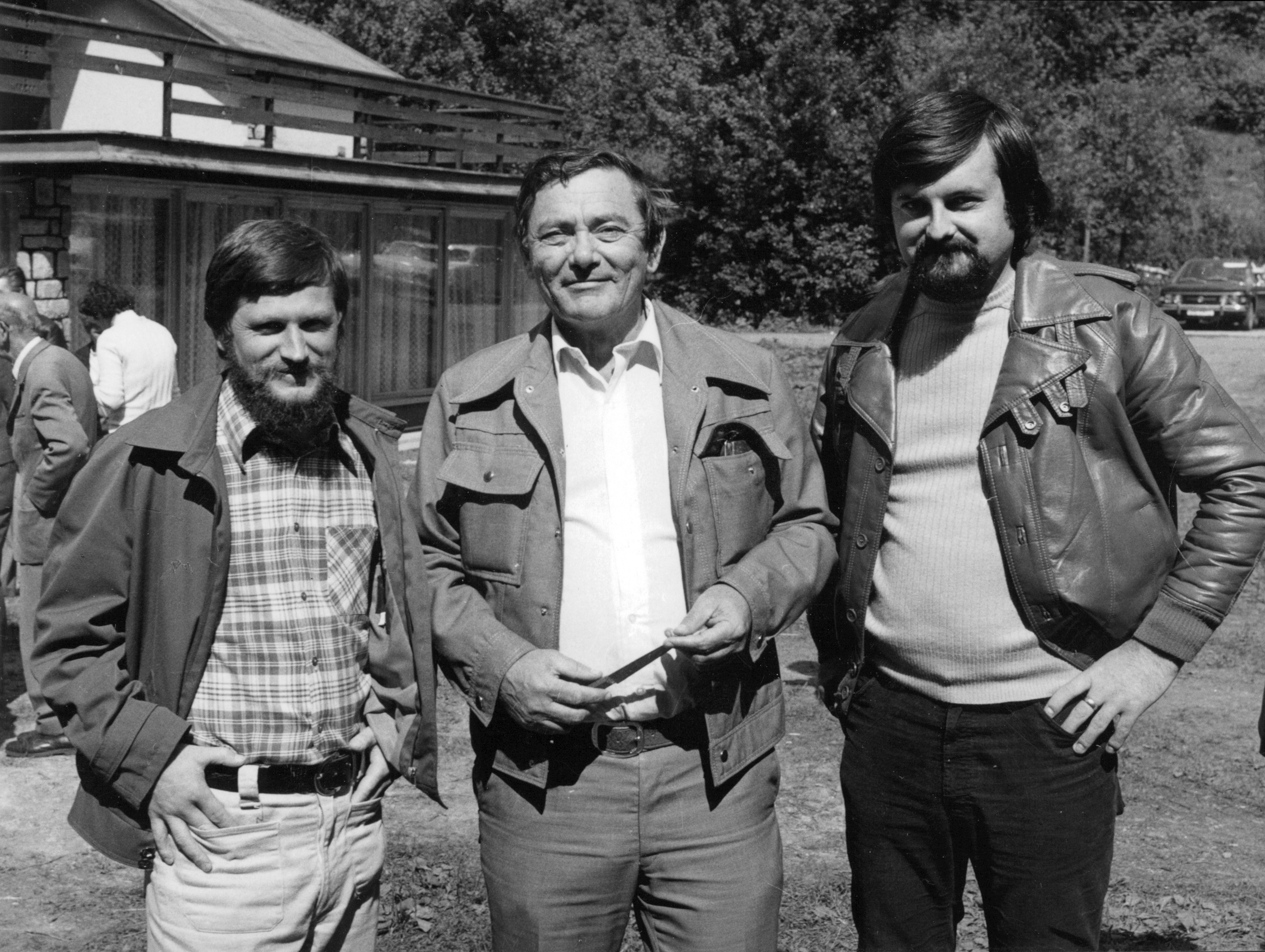
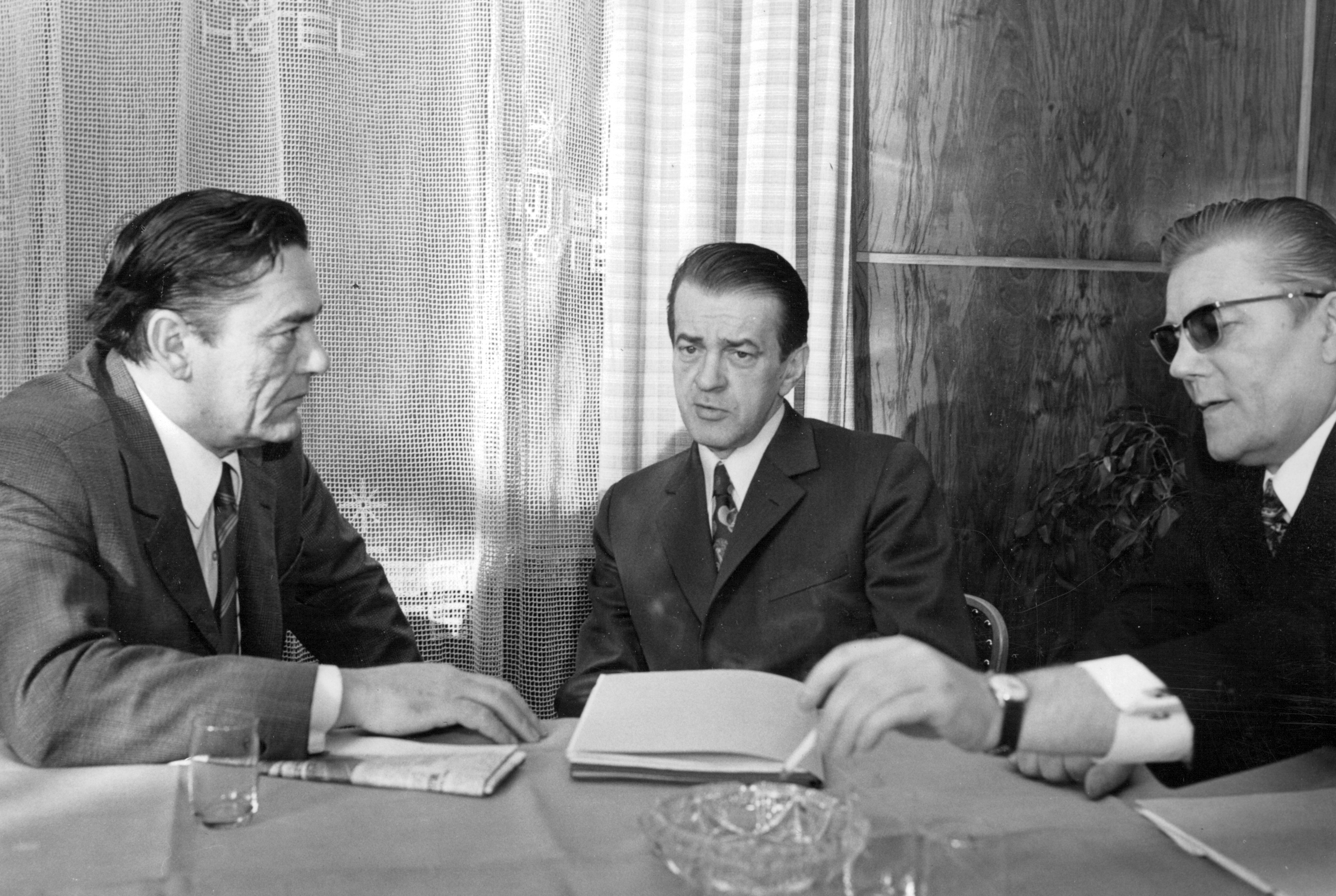
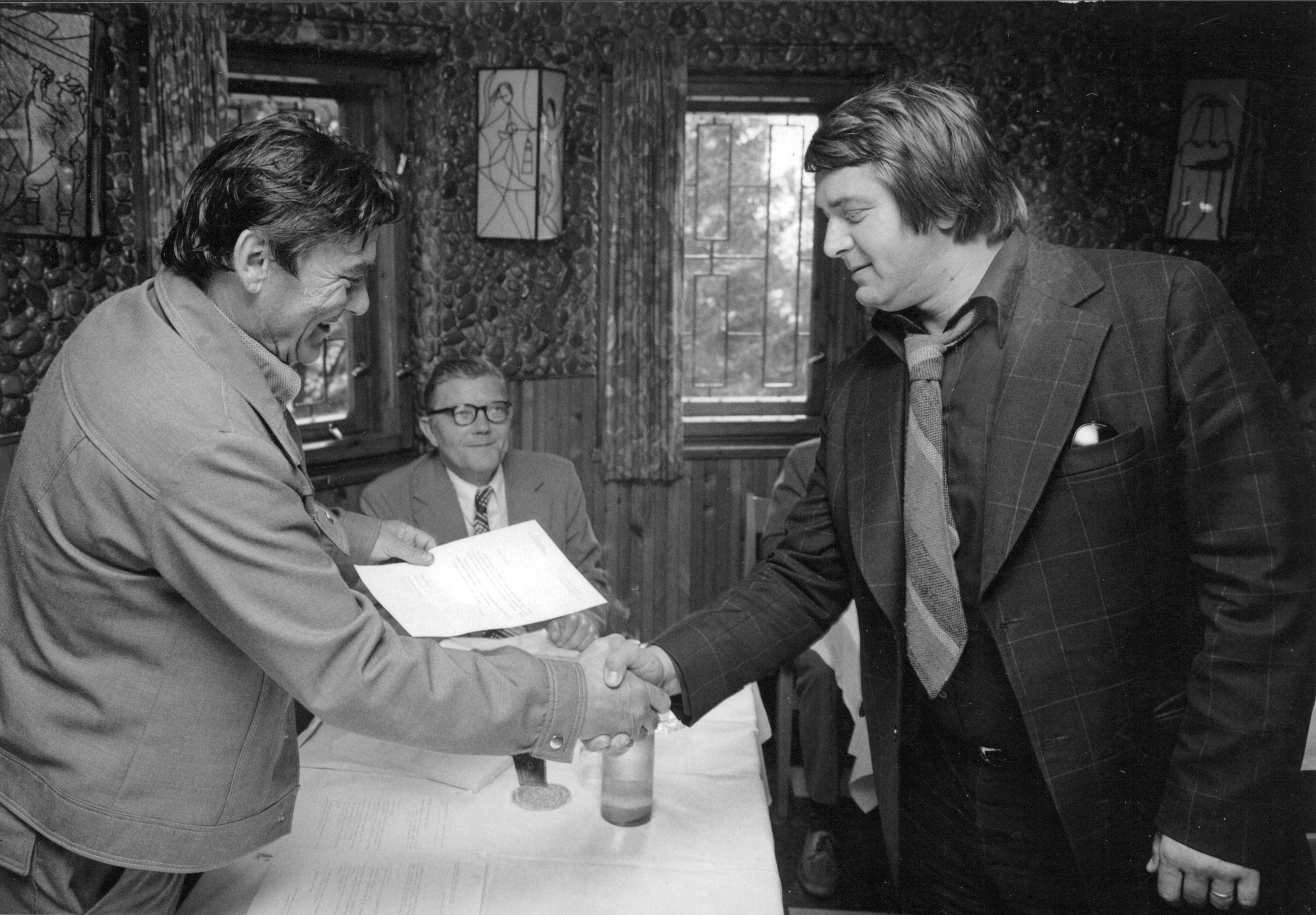
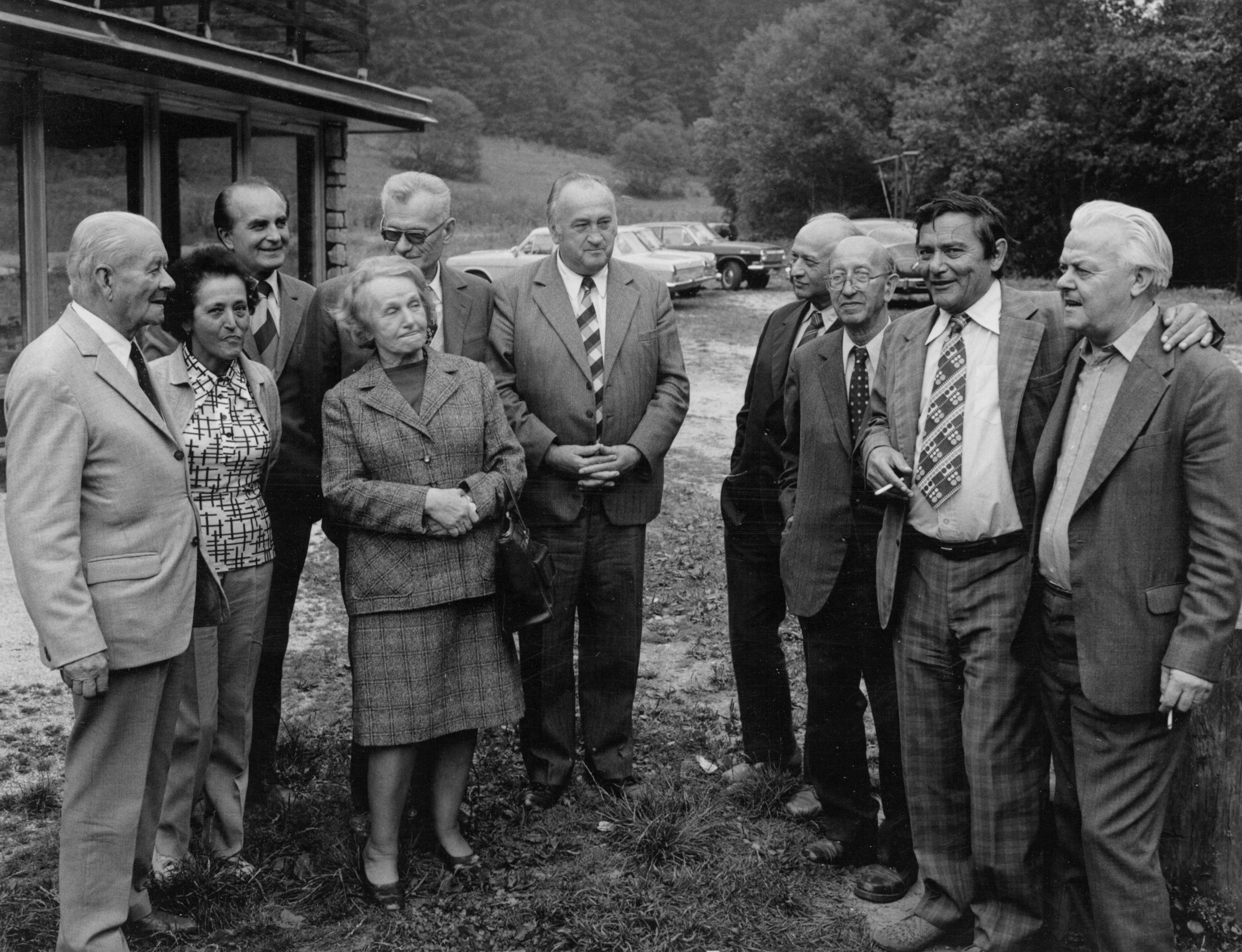
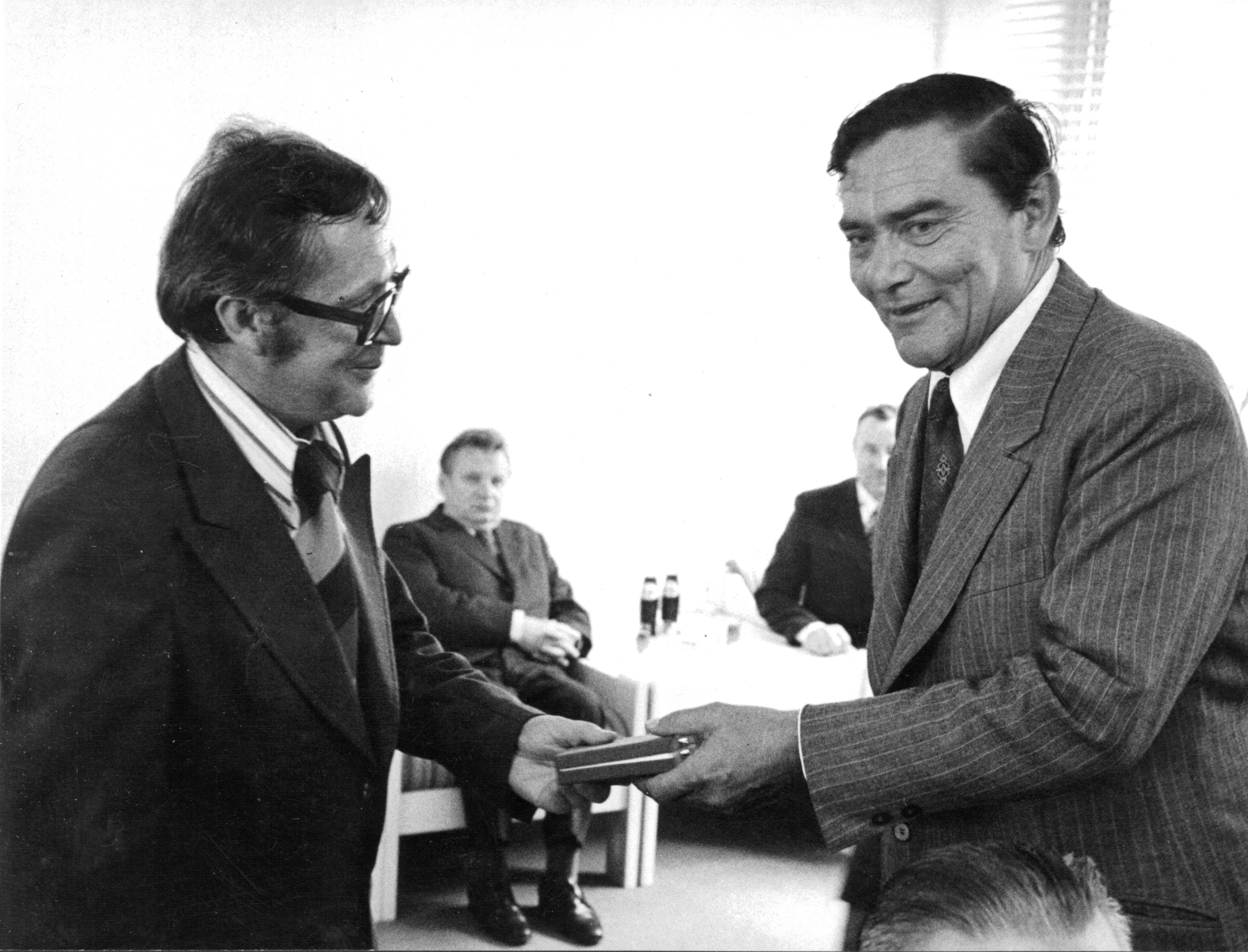
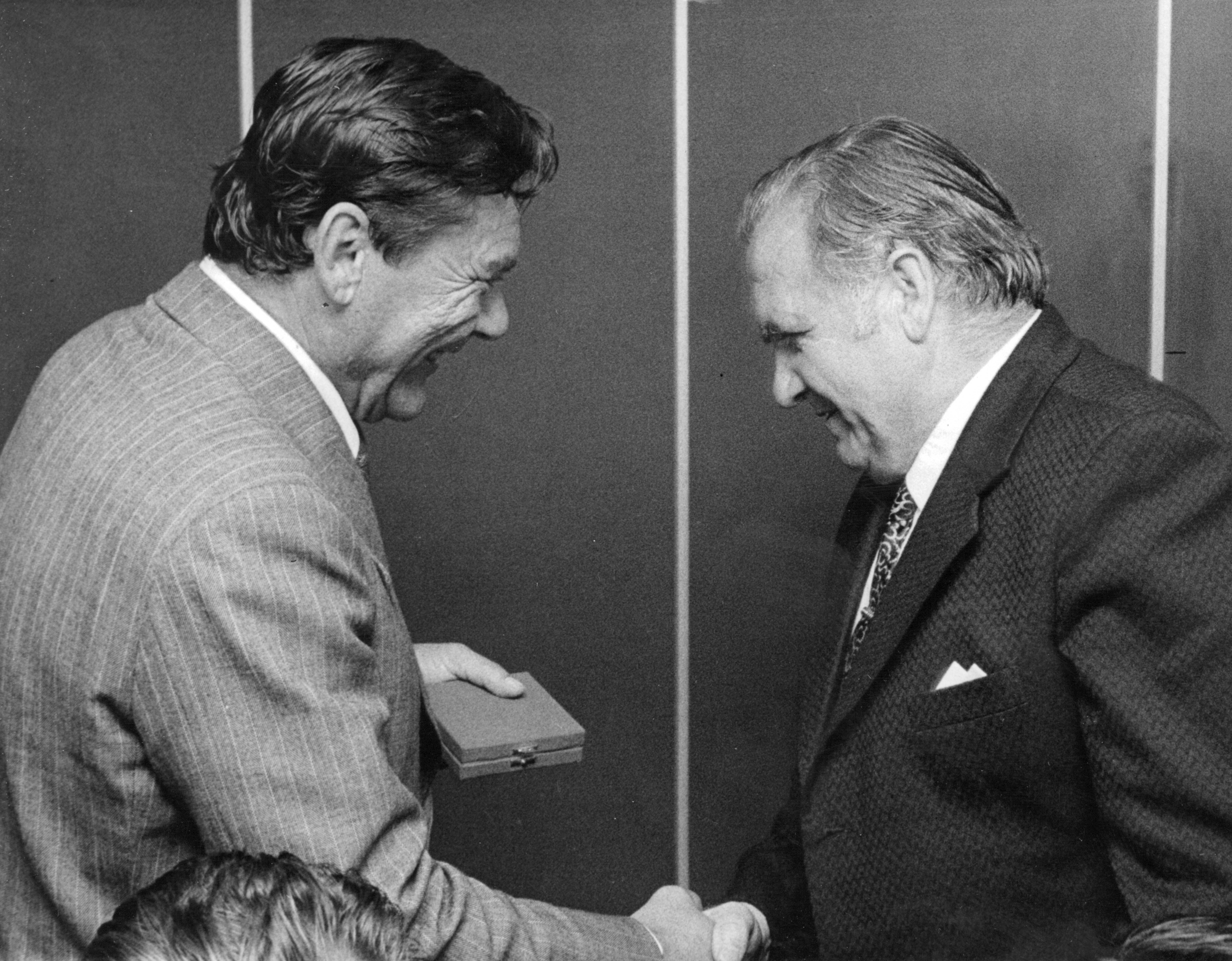
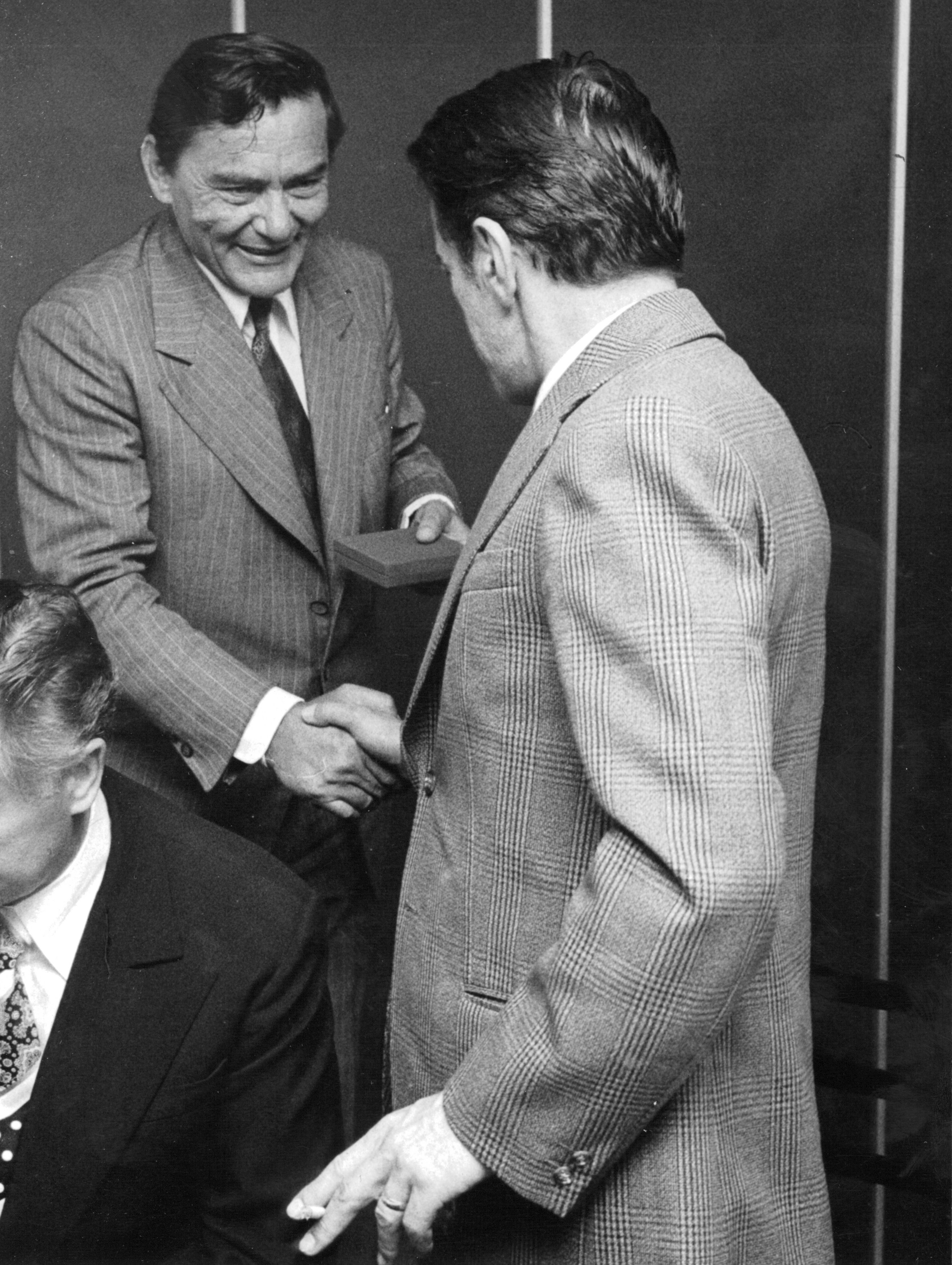
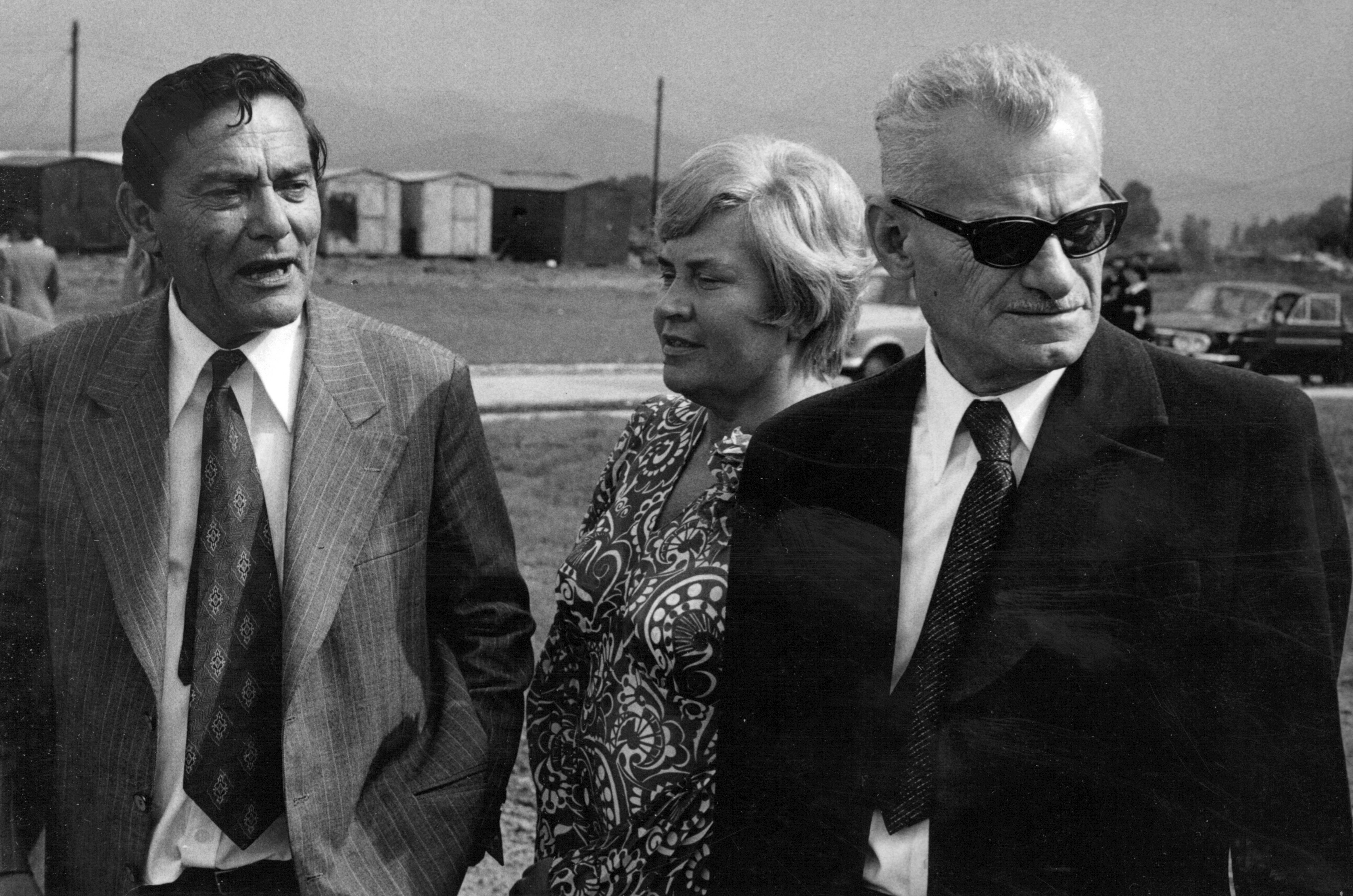
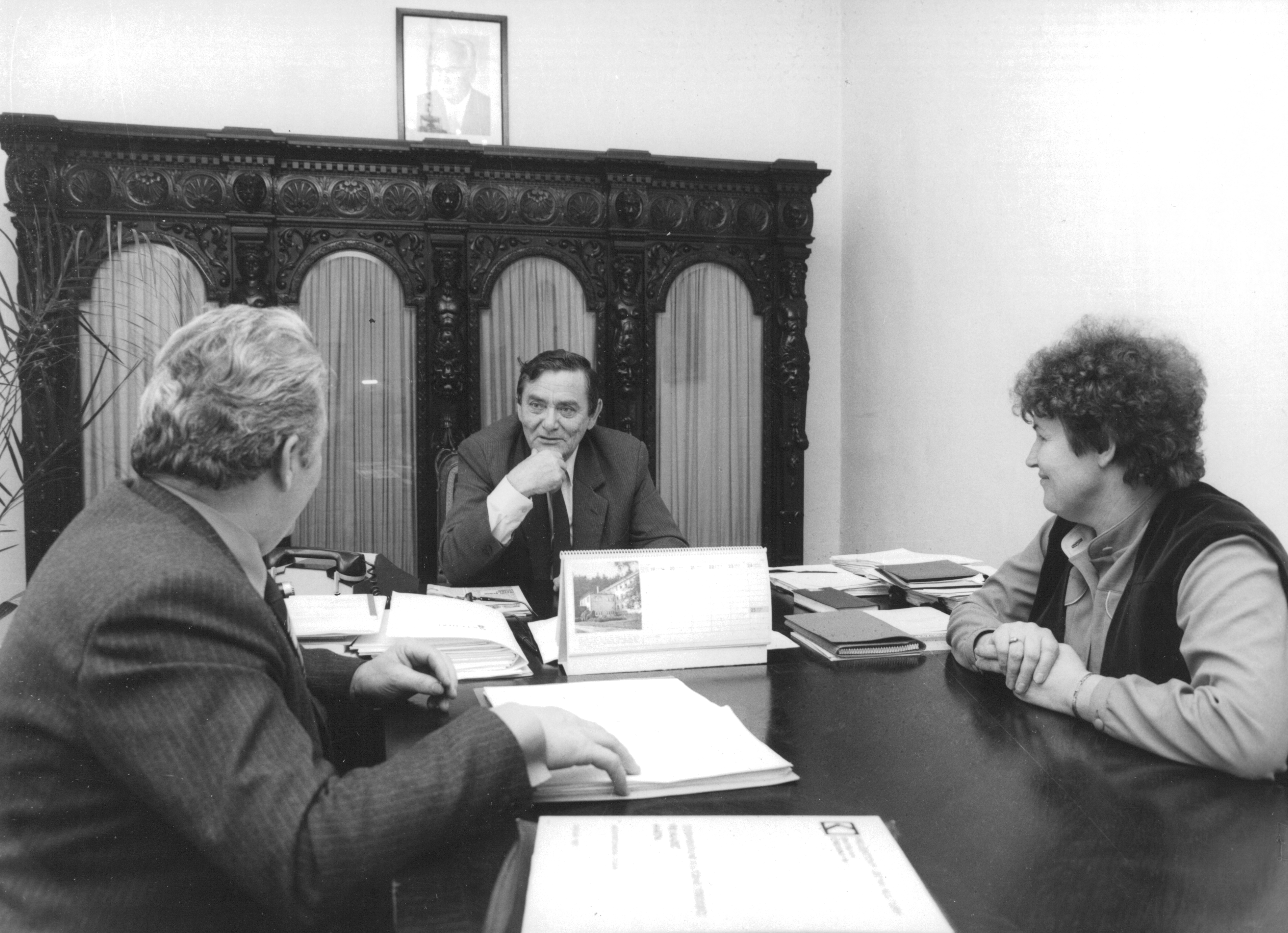
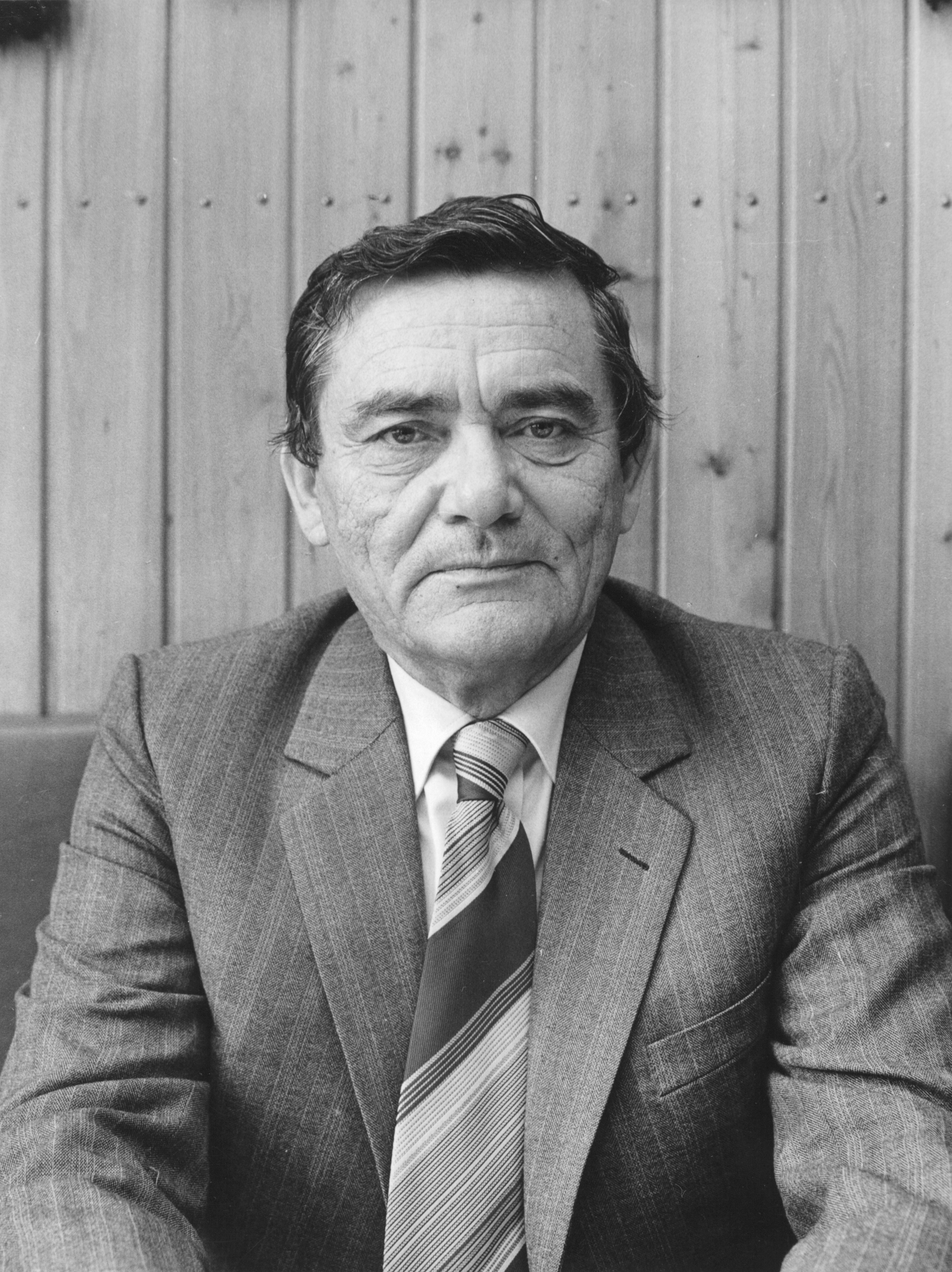
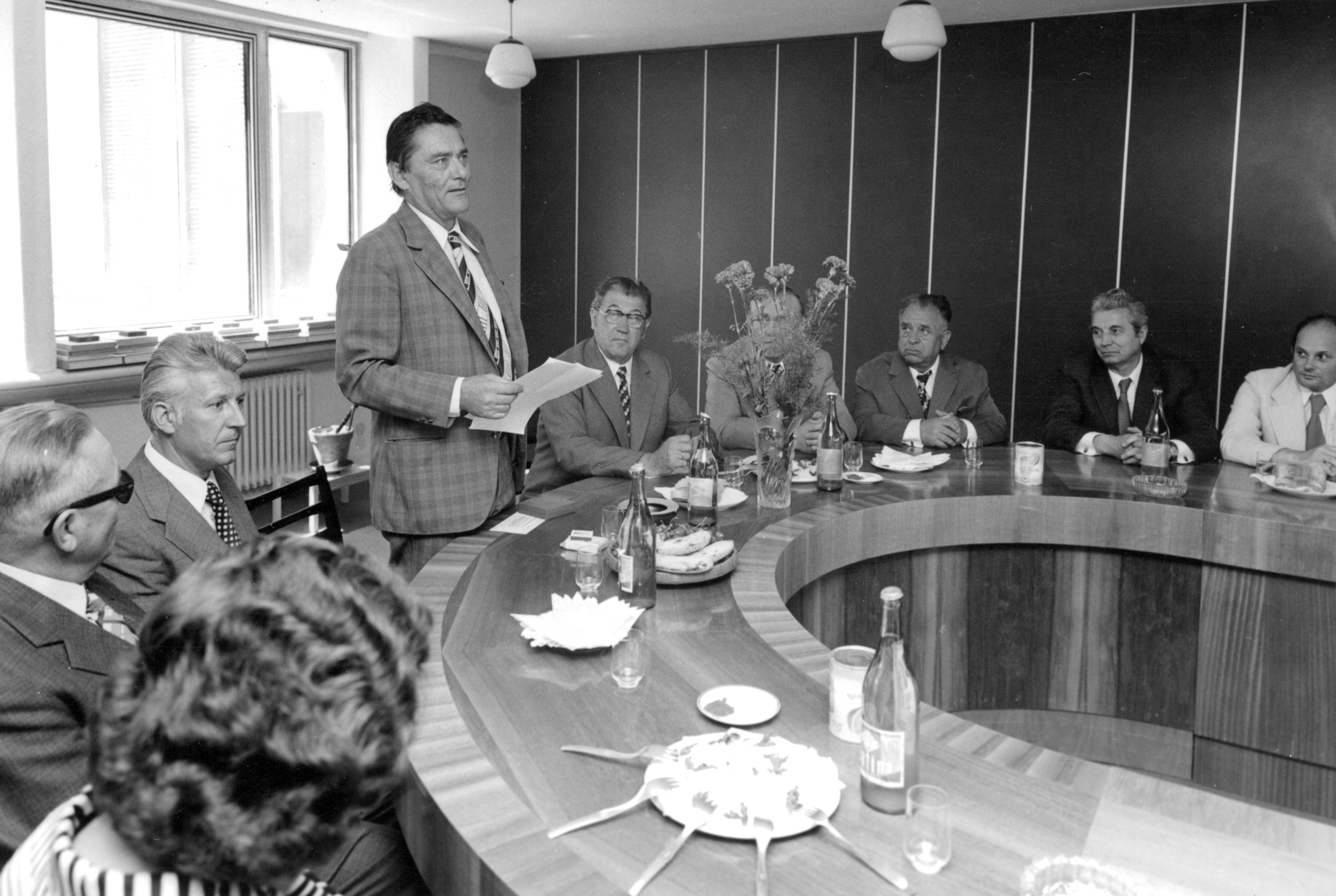

Ve svých esejích se vyslovil o slovenských dějinách jako o dějinách práce, která zaručila přetrvání Slováků i v těch nejhorších časech. Uvedenou koncepci poté od něj převzali další slovenští spisovatelé. Podle Eduarda Chmelára, který se k Mináčovu odkazu hlásí, jsou Mináčovy eseje nepřekonatelné iv tom, že dokázaly velikost a možnosti slovenského jazyka, čímž vyvrátil názor profesora Marcelliho, podle kterého slovenština není jazyk vhodný pro filozofii. Mináč filozoficky navázal na generaci davistů podobně jako Miroslav Válek.
V roce 1955 a 1962 byl laureátem státní ceny Klementa Gottwalda. V roce 1968 mu byl udělen Řád práce a roku 1982 Řád Vítězného února. V letech 1974–1990 byl předsedou Matice slovenské.
Ve volbách roku 1981 byl zvolen do Slovenské národní rady.
V roce 1988 se zastal ekologické iniciativy Bratislava/nahlas. Téhož roku se opět zapojil do debat o česko-slovenských vztazích a v anketě k 20. výročí federalizace zopakoval své názory z roku 1968, přičemž srovnal postavení Slováků za Uherska a za první československé republiky. Miroslav Kusý reagoval nesouhlasným dopisem zaslaným do stanice Svobodná Evropa.
Mináč odmítl sametovou revoluci v roce 1989 a její protagonisty, zpočátku však s hnutím komunikoval. Sám Mináč vymyslel pojmenování "něžná revoluce" (termín pro pojmenování událostí listopadu 1989 na Slovensku) a varoval studenty před zneužitím jejich hnutí na velmocenské cíle. Tehdy prohlásil:
"Vy ste zasiali dobré semeno, ale neviete kto ho bude žať. To neviete. Ja vás počúvam tu, a vy to neviete. Na to už nemáte vplyv... Bolo by treba aby to vaše hnutie pokračovalo v intenciách svojich začiatkov. Aby sa nevzdalo nikomu, aby táto nežná revolúcia držala v rukách hrubé nitky politiky. Mali by ste trvať na tom, že naša spoločnosť musí byť otvorená a to ktokoľvek ju robí. Nenahradiť jeden mechanizmus druhým mechanizmom... Z každého demokrata sa o chvíľu môže stať opičiak... Ja už som videl všetky prevracania kabátov."
Mináč se proti protagonistům postavil zejména po útoku Milana Niče ve Slovenské televizi, který Mináče obvinil z obracení kabátů. Mináč tehdy na Ničovu kritiku odpověděl, že nikdy neobrátil kabát a že mu hrozila smrt při obvinění z buržoazní nacionalismu. Nicméně proslulým se stal jeho výrok, že "ako komunista som zlyhal, ako Slovák stojím na prahu nového tisícročia."
Do politiky se nicméně po sametové revoluci vrátil. Ve volbách roku 1990 byl zvolen do slovenské části Sněmovny národů Federálního shromáždění (volební obvod Bratislava) za KSS, která v té době byla ještě slovenskou územní organizací celostátní Komunistické strany Československa (KSČS). Postupně se ale osamostatňovala a na rozdíl od sesterské strany v českých zemích se transformovala do postkomunistické Strany demokratické levice. Mináč proto přešel do klubu SDĽ. Ve Federálním shromáždění setrval do voleb roku 1992. V letech 1990–1992 se profiloval na kombinaci levicových a národních postojů. Byl signatářem výzvy Za svrchované Slovensko. Zúčastnil se spolu s Romanem Kaliským Kongresu slovenské inteligence a podpořil Deklaraci o Svrchovanosti Slovenské republiky.

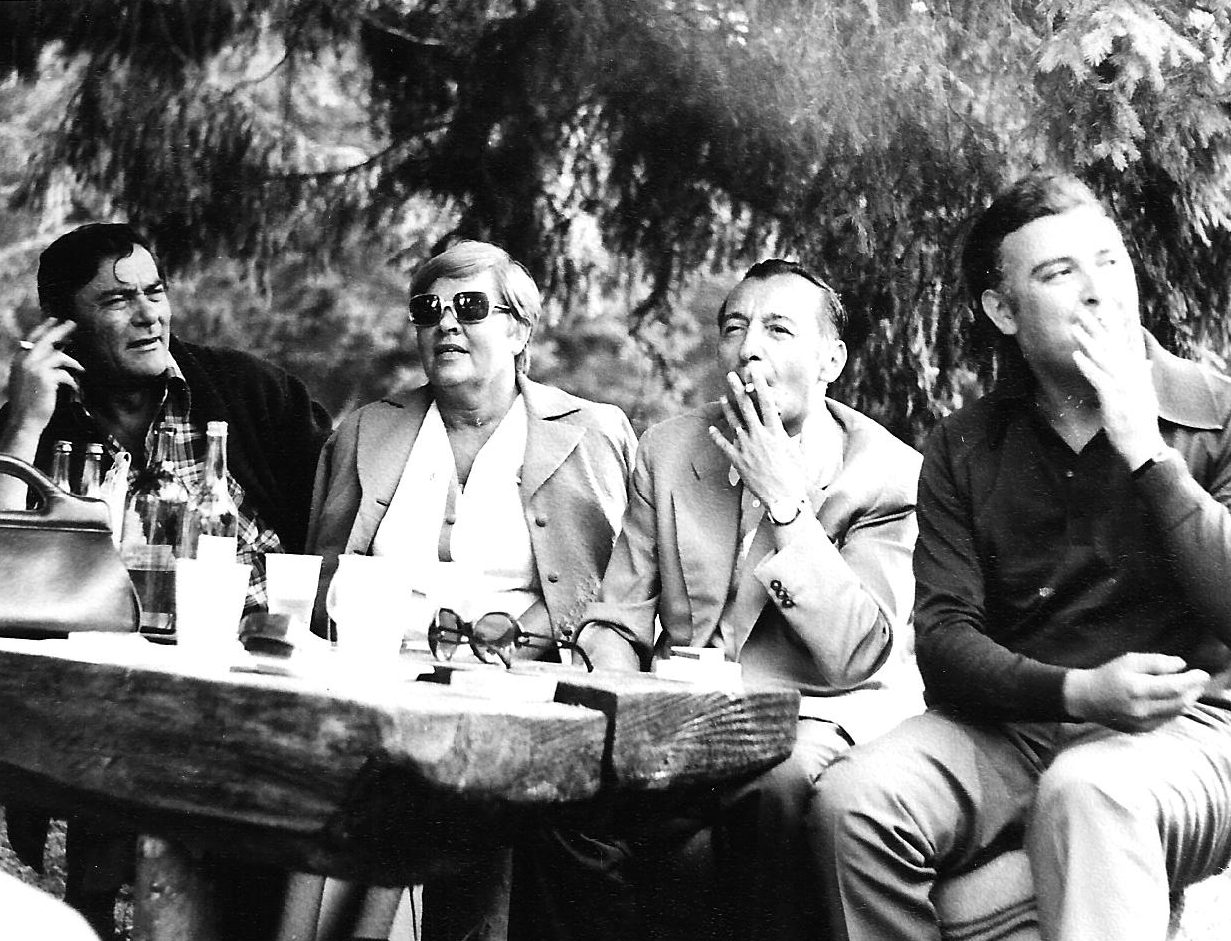
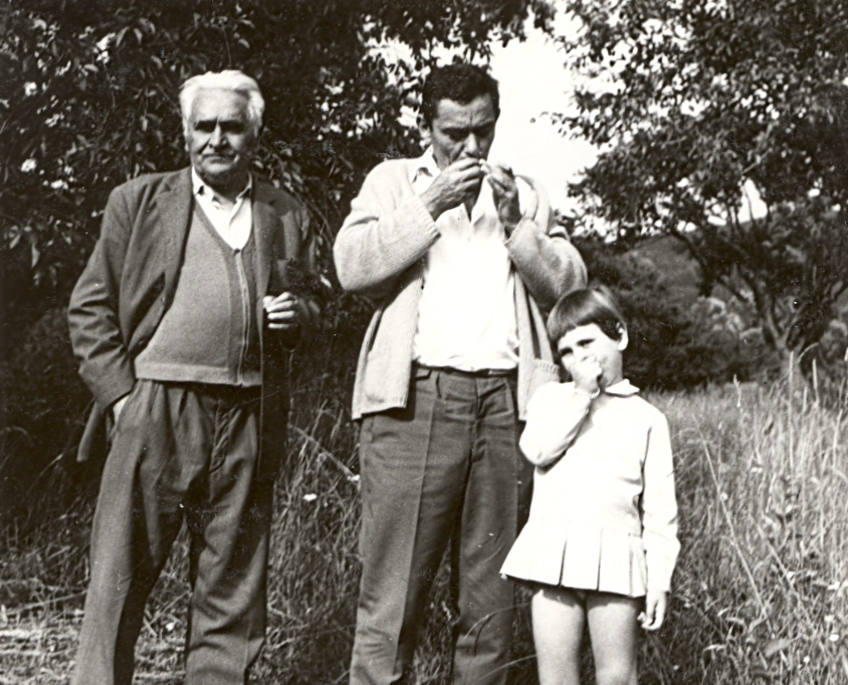
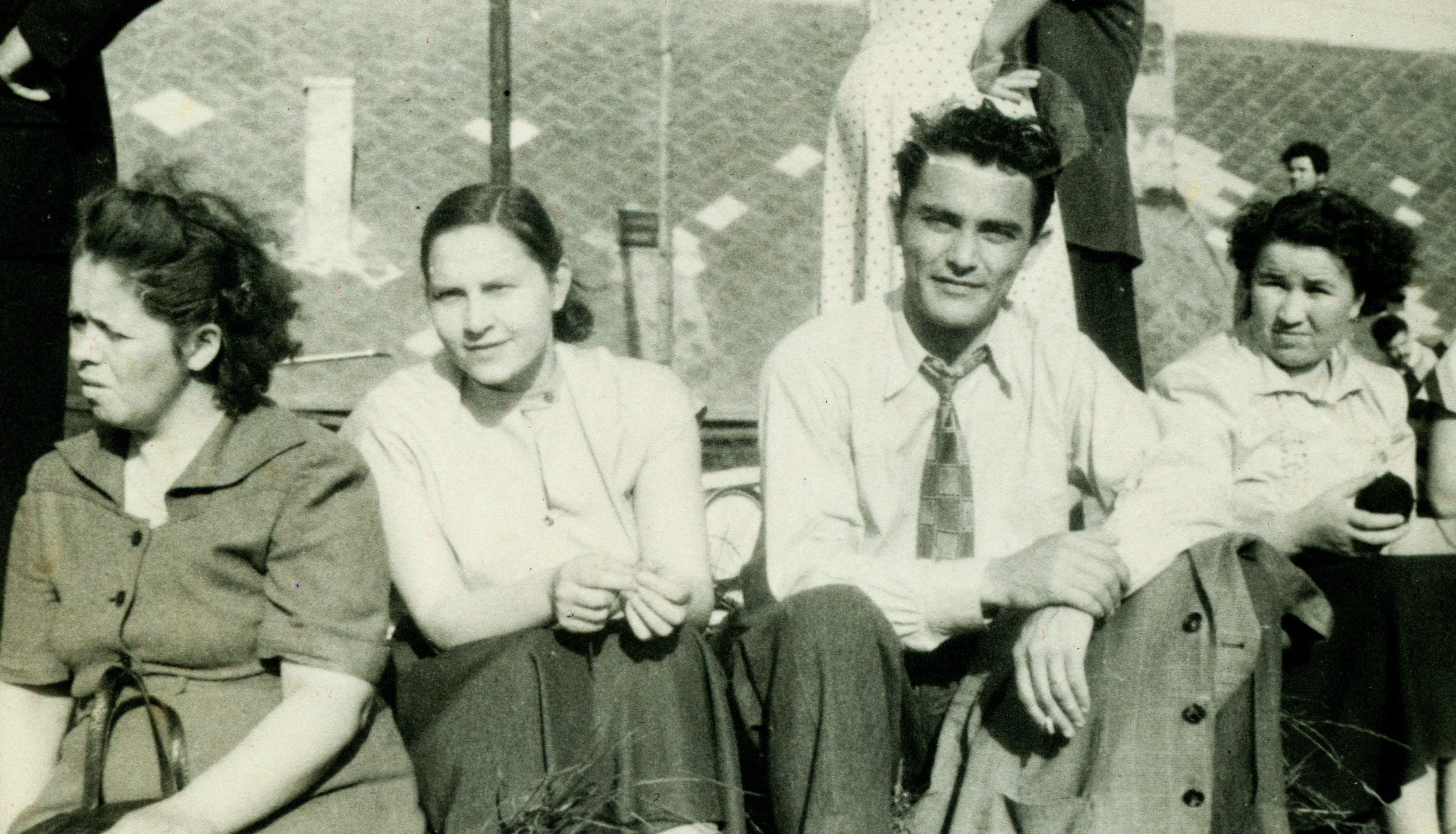
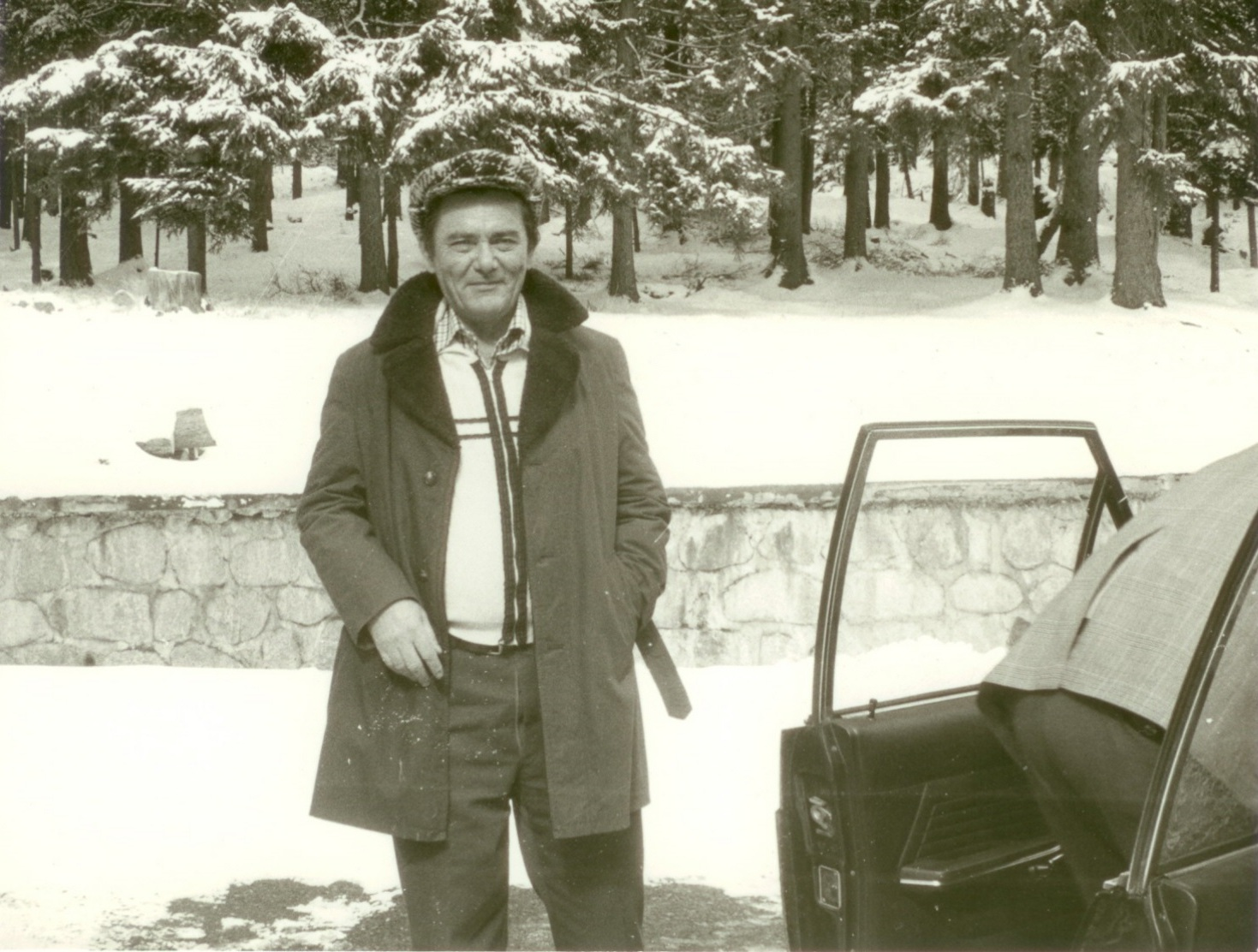
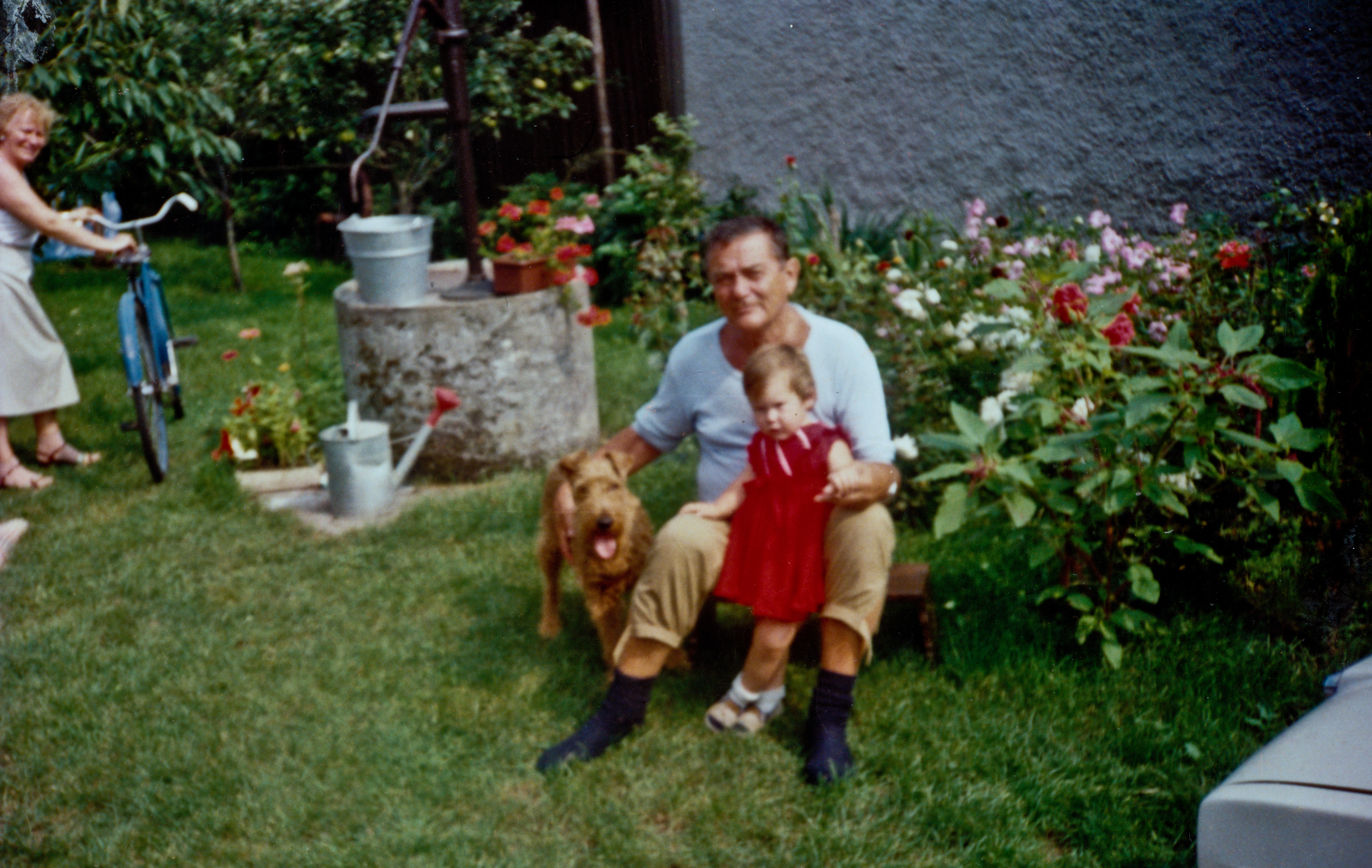

Zemřel 25. října 1996 v Bratislavě.

### Vladimír Mináč jako předseda Matice slovenské
| „                                   | Kultura, její tvorba, její mravní poselství i její instituce, to je trvání v čase. Jen na pozadí tohoto trvání vidět zrychlený pohyb a jen trvání dává tomuto pohybu, už možná i poněkud šílenému pohybu, jaký takový smysl. Matice slovenská je nejpozoruhodnější příklad na trvání v čase. Skutečně, na ní vidět, na jejím trvání, celonárodní pohyb poměrně zřetelně, považujeme-li Matici slovenskou, mimo jiné, i za promítací pozadí. To, že trvá, to je vynikající, to je nezbytnost pro slovenský národ. Existence Matice je klíčová pro pohyb národního vědomí... (Matice je) nejen paměť národa, ale i moderně organizovaná paměť národa a bude se snažit i nadále tvrdohlavě být na úrovni dob, ačkoli jak všichni vědí, není to u nás zvlášť snadné, zejména to není zvláště snadné v kultuře. | “ |
| — Vladimír Mináč, dokumentu PRAMENE | |   |

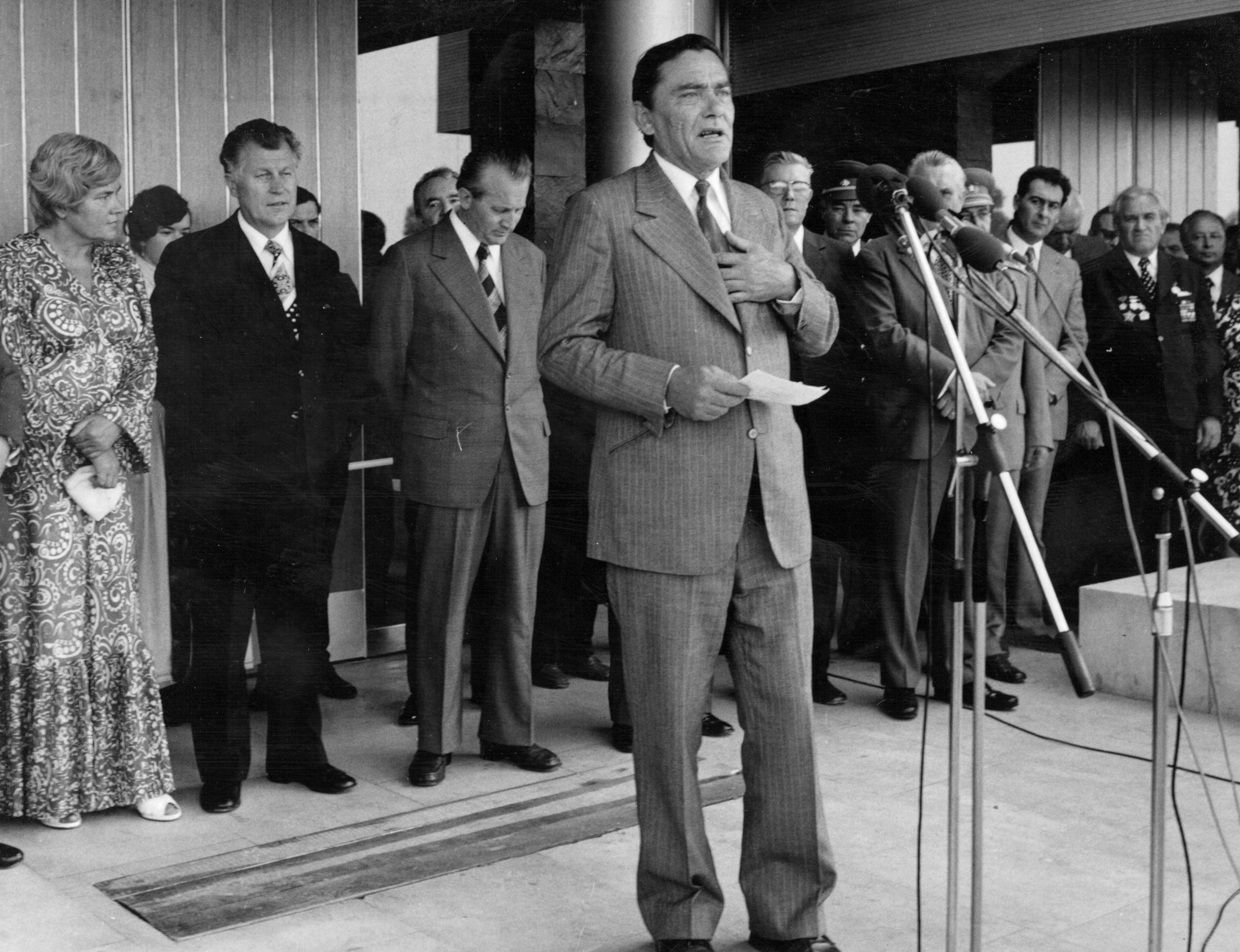
Vladimír Mináč při otevření třetí budovy Matice slovenské

Za Mináčova působení v Matici slovenské nejvýrazněji pokročilo budování Slovenské národní knihovny, kde se rozvíjely její fondy, bibliografie, informatizace a proces automatizace.
Instituční složka Matice slovenské plnila funkci Slovenské národní knihovny, zároveň metodicky řídila okresní knihovny po celém Slovensku. Vydávala Bibliografický sborník a sborník Kniha, časopis Knihovny a vědecké informace, vycházel i populárně-naučný časopis Čtenář.
Mináč věnoval velkou pozornost i druhé instituční složce Památníku slovenské literatury. Tu tvořily Literární archiv (Archiv literatury a umění), Hudební archiv a Obrazový archiv. Periodicky vycházeli sborníky Literární archiv, Hudební archiv a Obrazový archiv. Zvláště podporoval rozvoj literárního muzejnictví.
V roce 1974 se jeho přičiněním vrátila do správy Matice slovenské její první historická budova v centru Martina, kde se po náročném zrestaurování zřídilo Slovenské národní literární muzeum. To začalo budovat svou stálou expozici slovenské literatury od dob Velké Moravy až po 20. století a vydávalo sborník Literárnomúzejný letopis.
Vladimír Mináč se přičinil i na renovaci a přebudování Literárního muzea Alexandra Sergejeviče Puškina zřízeného v komplexu zámeček v Brodzanech u Partizánského.
Během jeho předsedování v období let 1974–1989 se počet profesionálních pracovníků Matice slovenské ztrojnásobil a stoupl na asi 500 zaměstnanců.
30. srpna otevřeli v Martině na Hostihore novou, velkoryse koncipovanou budovu Matice slovenské, dílo architektů Dušana Kuzmy a Antona Cimmermanna.
V roce 1983 zřídil Vladimír Mináč Odbor pro zahraniční Slováky v Matici slovenské. Vycházel i reprezentativní časopis pro zahraniční Slováky Slovensko.

Inicioval velkolepé celonárodní oslavy 125. výročí založení Matice slovenské, které se konaly 14. srpna 1988.

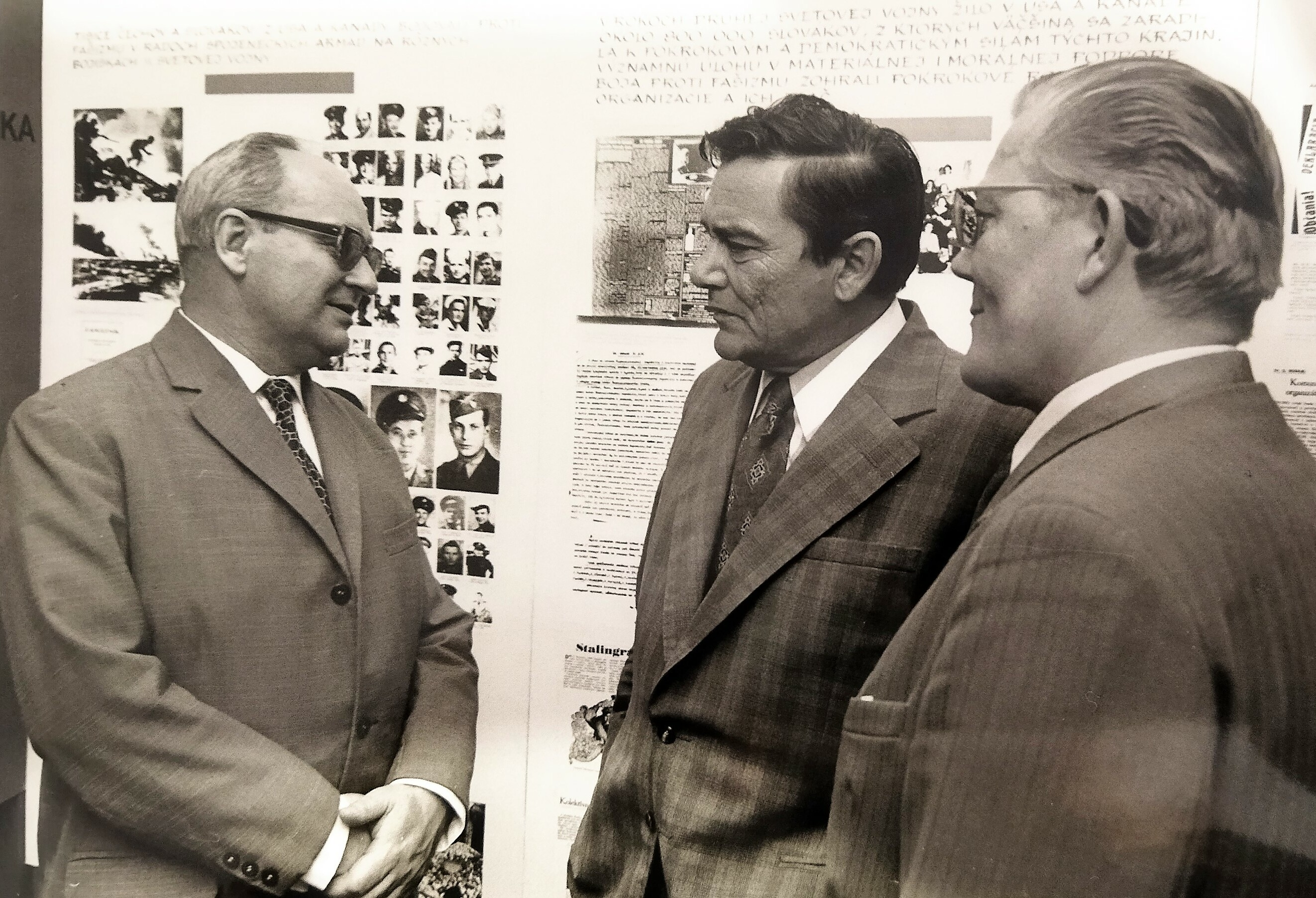
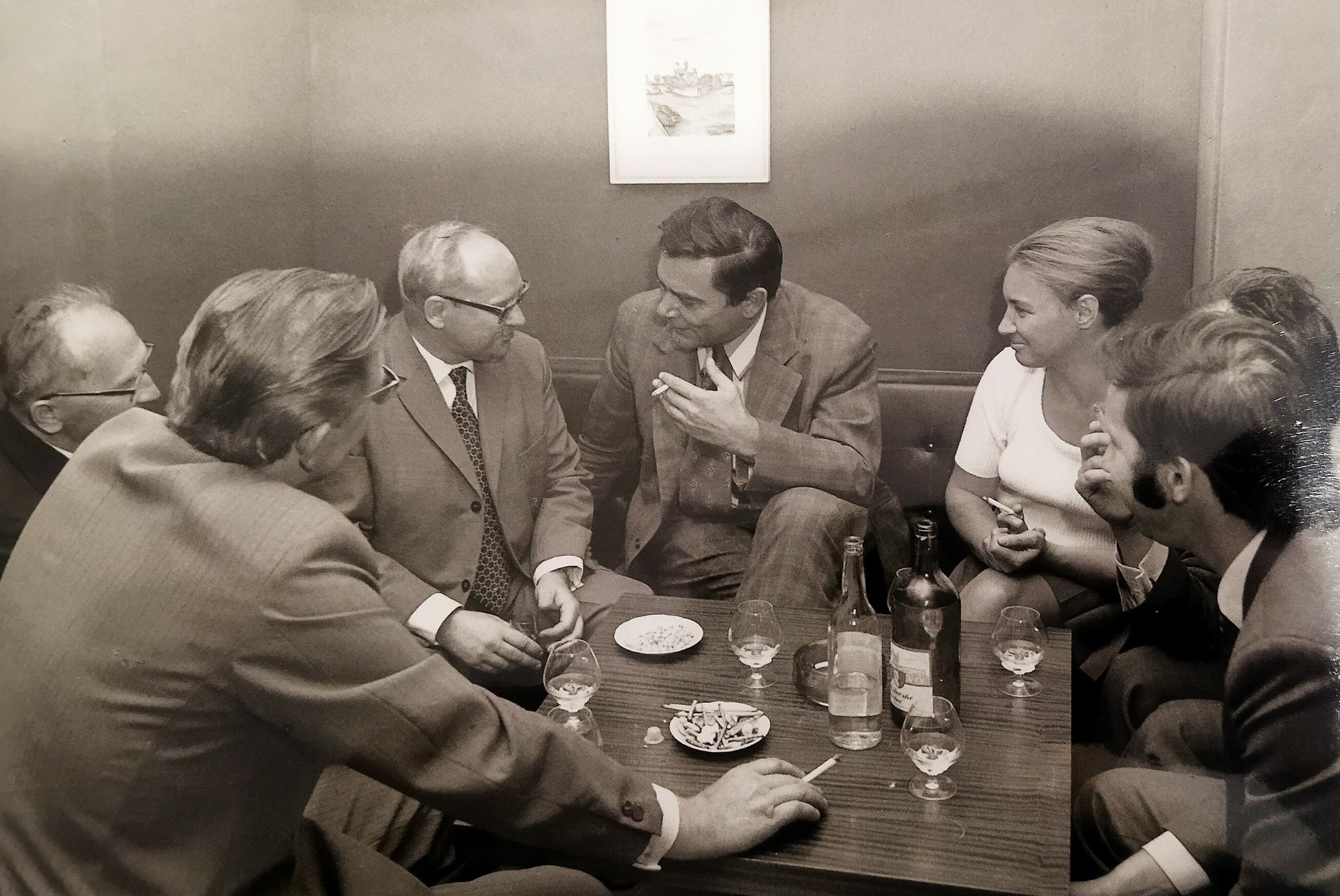
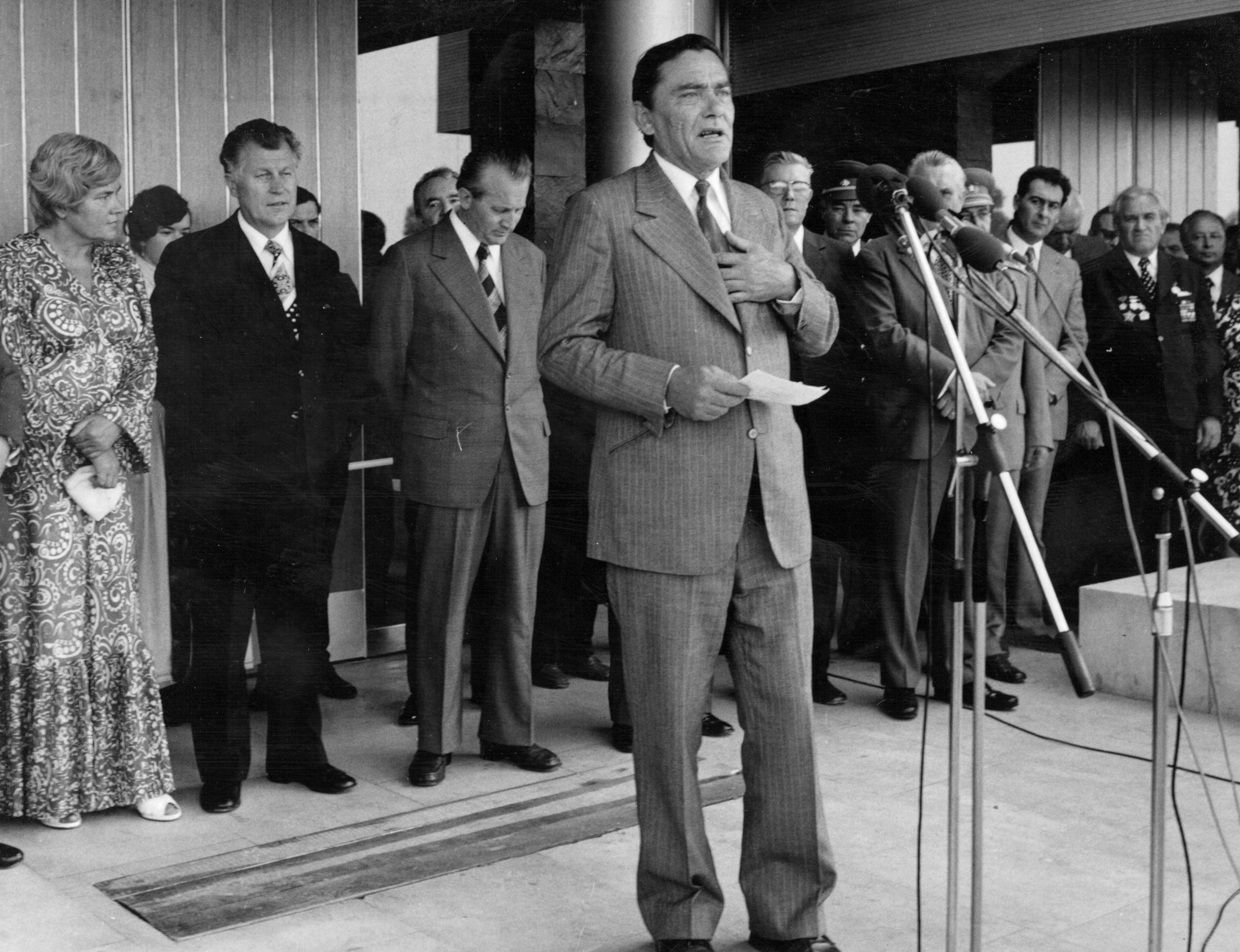
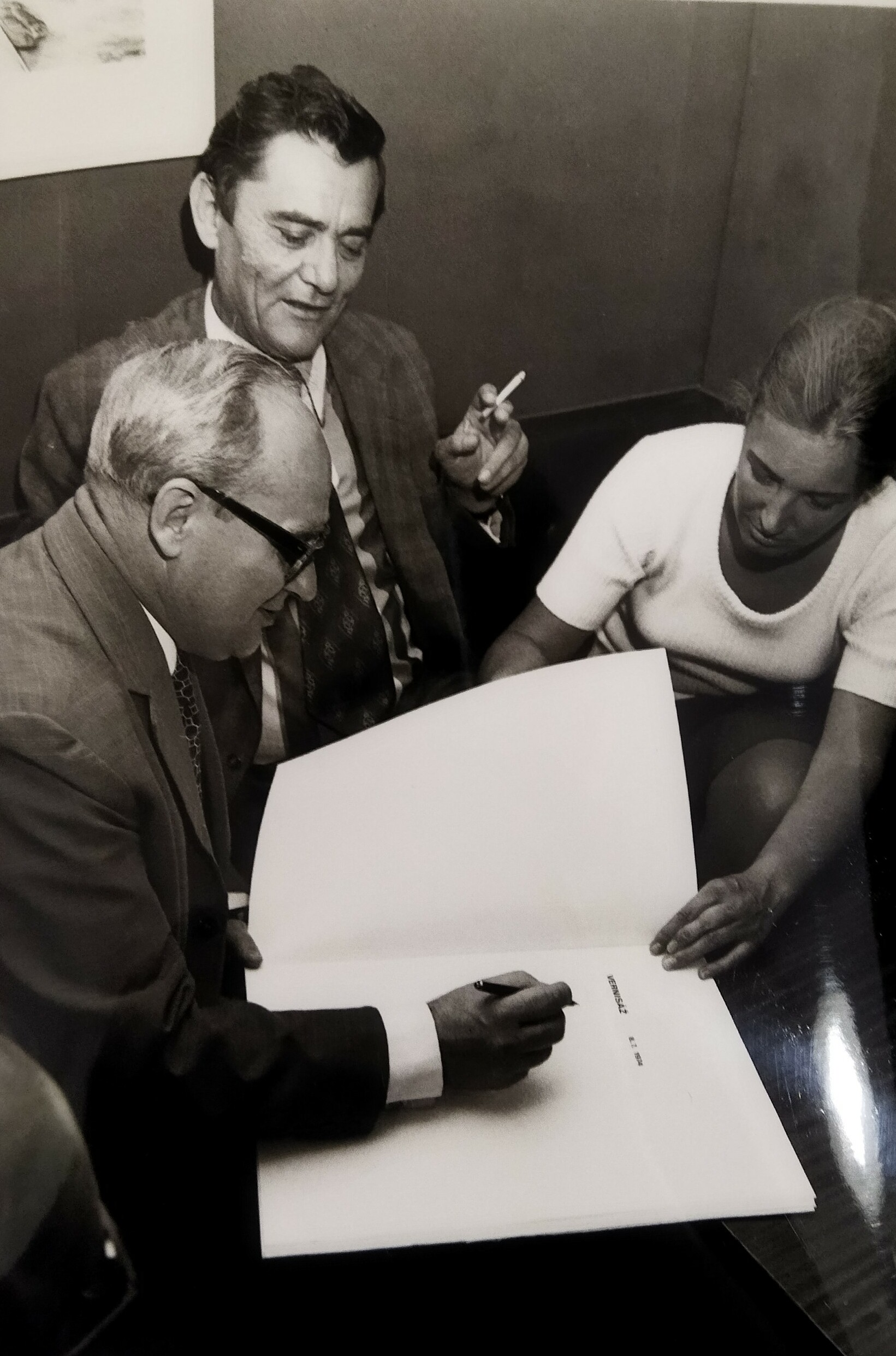
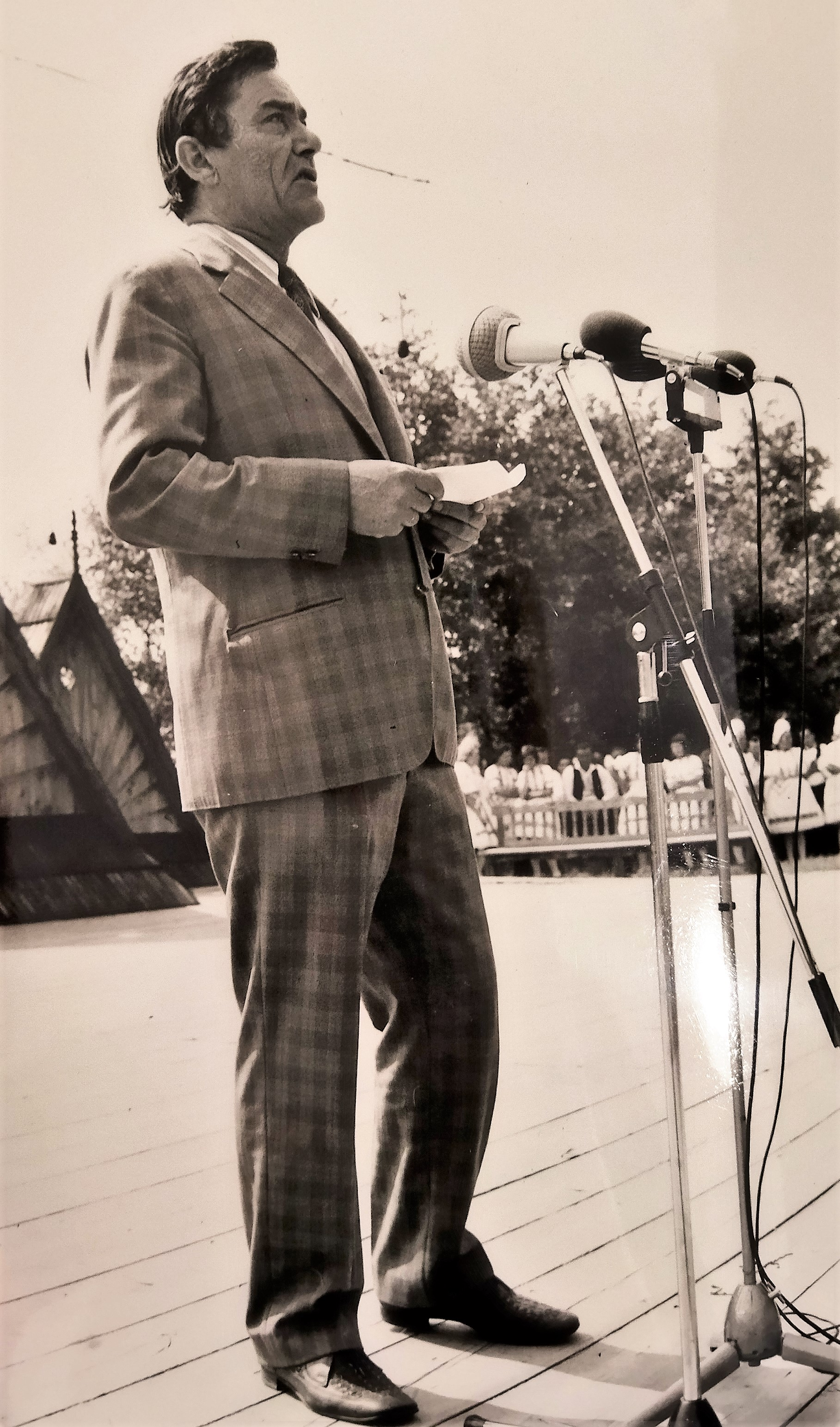
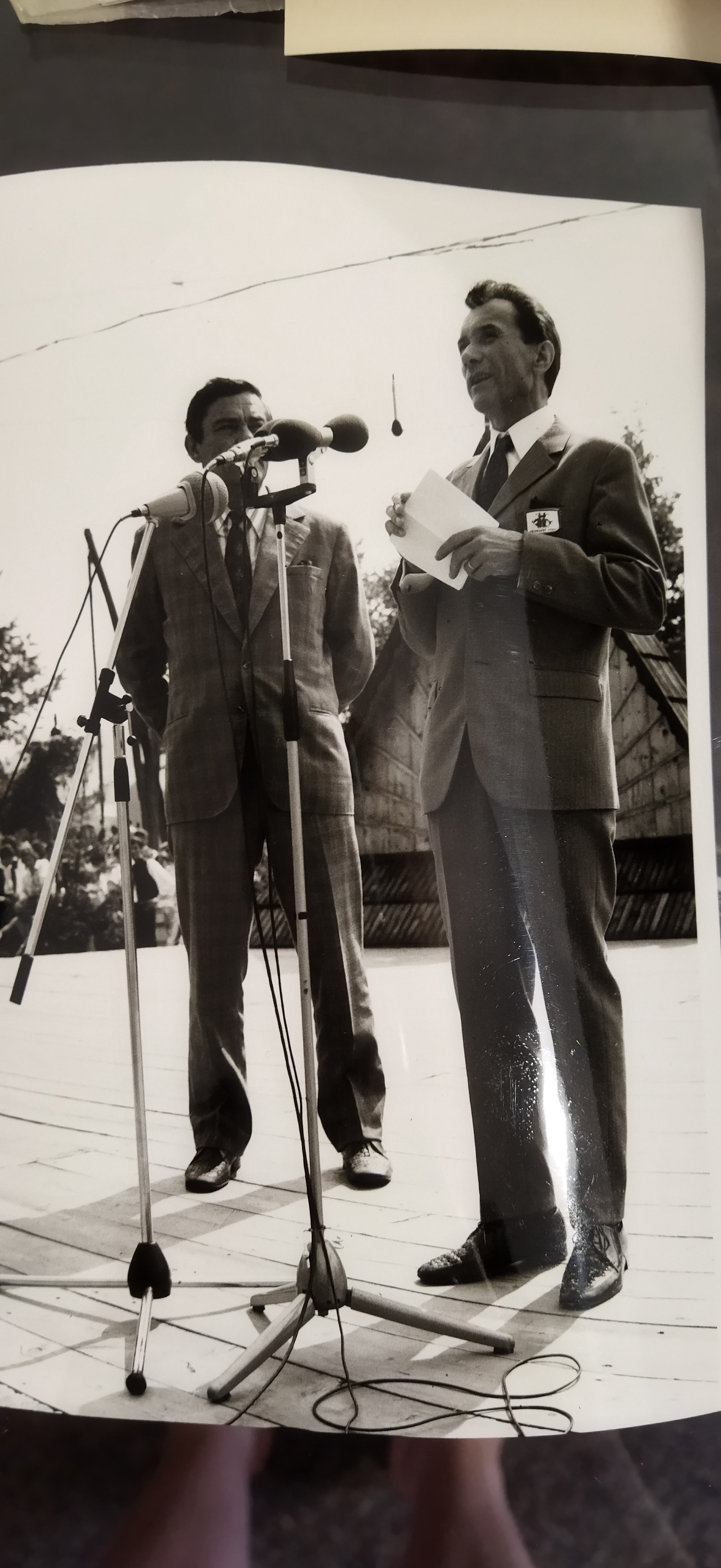
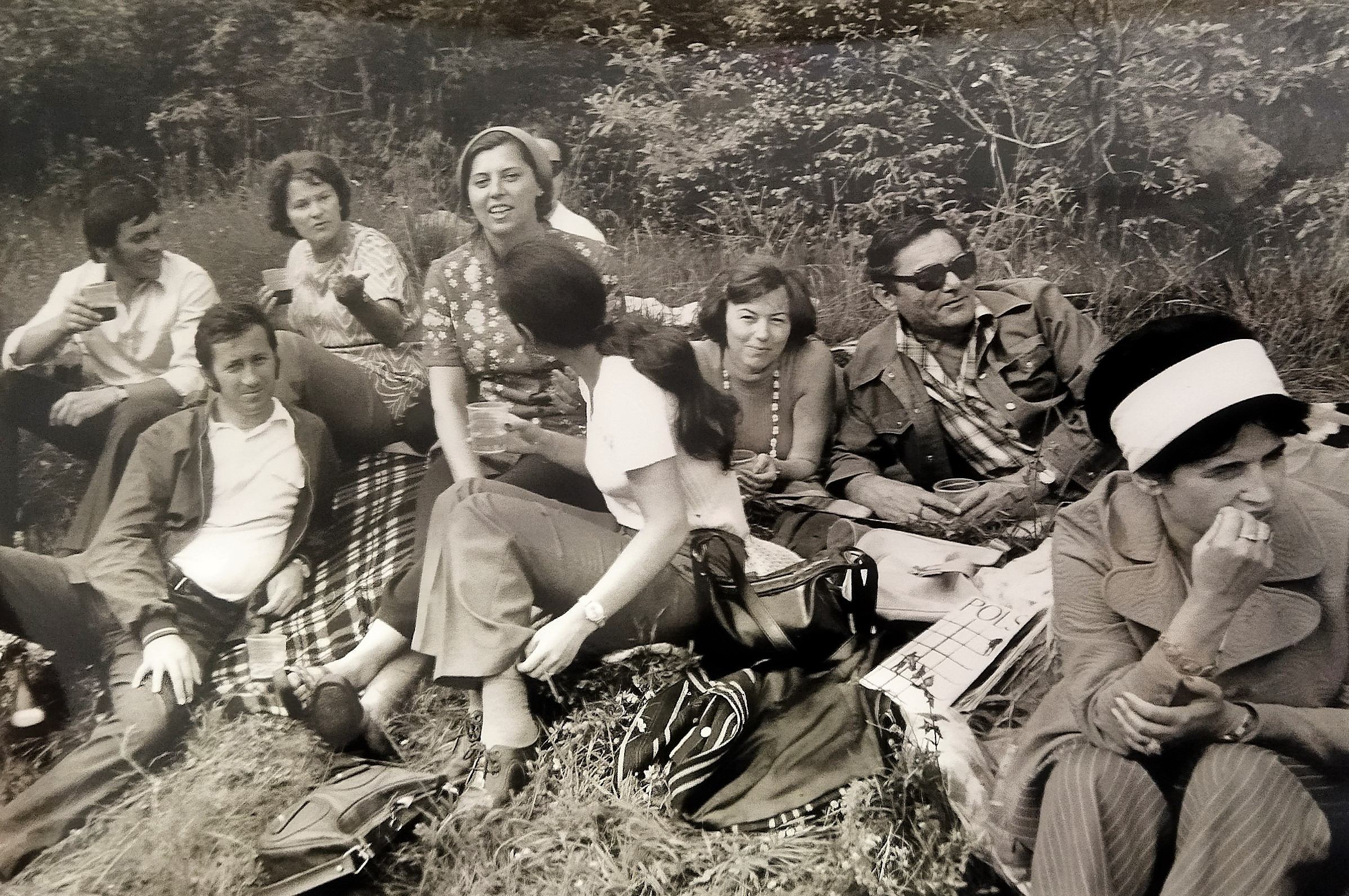

## Tvorba
Díky svým novinářským a publicistickým zkušenostem se většina jeho děl věnuje aktuálním společenským problémům. Vychází nejen z vlastních zážitků, ale také z odkazu SNP, které se objevuje v jeho próze jako neustále se vracející motiv, taktéž jako námět na zamyšlení a idea ovlivňující dění v době, kdy jeho díla vznikala. Snažil se pochopit člověka v jeho vztahu k dějinám a současnosti. V letech 1955 a 1962 se stal laureátem státní ceny Klementa Gottwalda a v roce 1975 mu byl udělen titul národní umělec.

### Próza

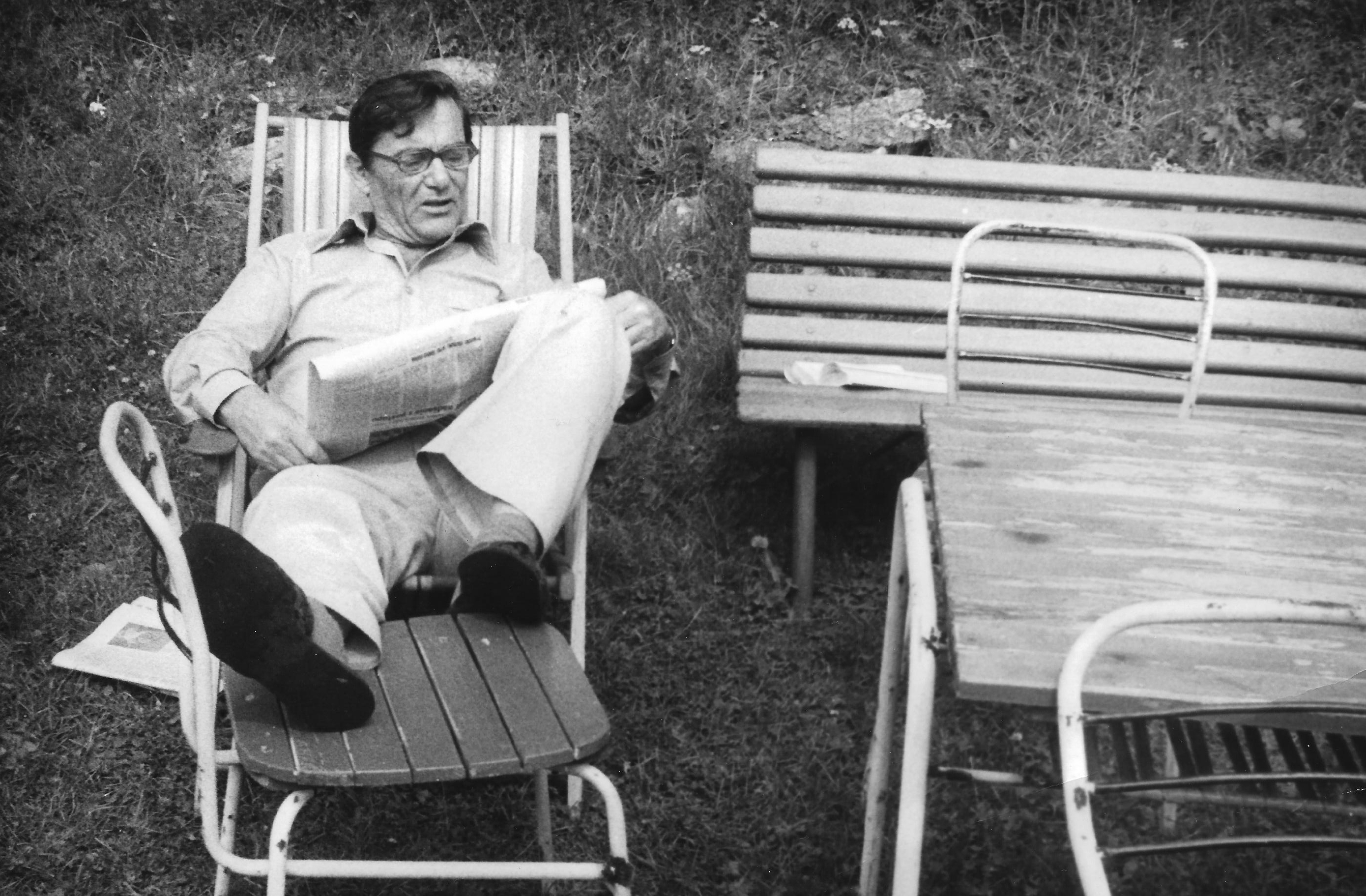
Vladimír Mináč při čtení novin

K psaní se dostal více méně náhodou, v době, kdy pracoval v redakci deníku Obrana lidu a jak uvádí v pamětech „měl po ruce psací stroj“, právě tehdy vypsali soutěž o prózu z Povstání, ráno si vždy přisedl za stroj a napsal své tři – čtyři strany. Tak vznikla Smrt chodí po horách (ztvárňoval skutečnost a postavy v duchu hemingwayovské poetik). Po dopsání měl román 300 stran, což se Mináčovi zdálo hodně a do soutěže předal druhou polovinu. Tu spolu s Petrem Jilemnickým vyhrál. Kniha se stala již po dvou letech předmětem stranické kritiky. Známý je referát Julia Šefránka Proti buržoaznímu nacionalismu ve slovenské literatuře. Podle Encyklopedie slovenských spisovatelů, dílo zachycuje pocit a zkušenosti mladého inteligenta, který „v Povstání poznal velikost a sílu pokrokové myšlenky, lidské soudržnosti, obrozzující sílu aktivního boje proti fašismu, proti zlu, násilí a v koncentračním táboře nahlédl až na dno lidské existence“. Hlavní postavy, bratrů Lotárovců, znázornil ve vzájemném rozporu. Na jejich osudech se snaží pochopit člověka v souvztažnosti s dějinným pohybem, což se později naplno rozvine iv jeho esejistice. Podle Dějin slovenské literatury je v tomto díle rozhodujícím momentem intelektuální hodnocení situací, do kterých se bratři dostávají a významnou je zde reflexivní psychologická rovina.
Mináč následně publikoval romány: Včera a zítra (1949) volné pokračování díla Smrt chodí horách; Modré vlny (1951), Na rozhraní (1956), trilogie Generace (která zahrnovala díla – 1958 Dlouhá doba čekání; 1959 Živí a mrtví; 1961 Zvony zvoní na den), sbírka próz Tmavý kout (1960), dvojnovela Nikdy nejsi sama 1962), sbírka povídek Záznamy (1963), satira Výrobce štěstí (1964, inscenované s Milanem Lasicem v roce 1985), výběr povídek Kdo kráčí po cestě (1965), detektivní povídka Kriminální příběh (1966), výběry Žena a Případ (1982).
V románové trilogii Generácia (Dlhý čas čakania, Živí a mŕtvi, Zvony zvonia na deň) podal všestranný obraz válečného a poválečného života na Slovensku.
Charakteristickým rysem jeho prozaické tvorby je kritický a satirický přístup ke skutečnosti (povídka Tmavý kút, satirický román Výrobca šťastia).
Podle I. Sedláka si Mináč jako prozaik všímá morální následky činů a postavy podrobuje zkouškám charakterové pevnosti. V tvorbě Vladimíra Mináča se opakuje téma zápasu o štěstí a smysluplný život. Se psaním umělecké prózy však Mináč skončil argumentem, že sílu nemá umělecká fikce, ale řeč faktů. A tak si zvolil novou formu prezentování svých ideálů - prostřednictvím esejistiky, v níž dominuje téma slovenských dějin a filozofování nad jejich smyslem a úděly člověka v nich. Mináčova tvorba nese silně psychologické motivy a zaměřuje se také na detaily. Popisuje lidské charaktery v hraničních situacích, což dává jeho dílům existencialistický rozměr.

### Eseje a filosofie dějin slovenského národa

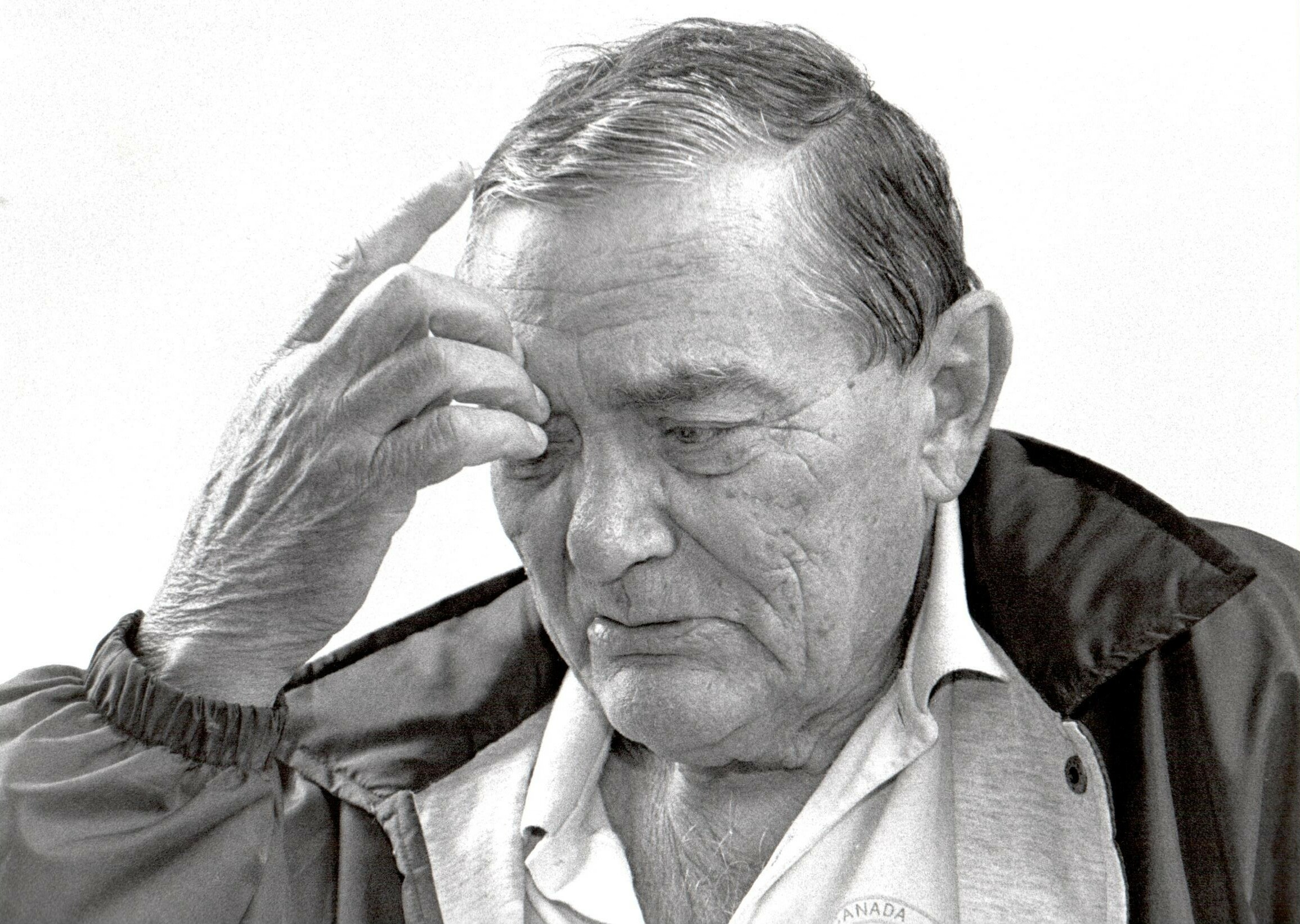
Vladimír Mináč

V historických esejích se zaměřil na odkrývání identity slovenského národa (Dúchanie do pahrieb, Zobrané spory Jozefa Miloslava Hurbana).
Mináče proslavilo zejména dílo Duchání do pahreb (1970), ale ještě předtím napsal dílo Paradoxy (1966) (dominuje zde myšlenka, že vztahy jsou osudem člověka, tj. ani člověka, ani národ nelze interpretovat mimo společenské a historické vztahy) a na Duchání navázali Sebrány spory Josefa Miloslava Hurbana (1974). V Duchání do pahreb se ptá na zásadní otázku, co jsou dějiny a co je národ bez dějin. Mladé národy hledaly podle Mináča právo na své oprávnění, svůj smysl a hledaly ho právě v dějinách. Jak trefně píší autoři Encyklopedie slovenských spisovatelů, Minač přes postavy Daxnera, Francisciho a Bakulínyho (a jejich vztazích ke Štúrovi, Hurbanovi) usiluje o vystižení podstaty, směru, problémů a rozporů slovenského života 19. století.
Slovenský národ má ve svých předcích a minulosti kontinuitu plebejského národa: „Historicky jsme plebejci – nevím, který moderní národ je plebejský v takové čisté podobě jako my.“ Tato myšlenka o plebejském národě se zapsala do dějin slovenské esejistiky. Mináč k dějinám přistupuje realisticky a uvědomuje si limity, které provázely pokusy o národní a sociální emancipaci. K osobnostem dějin přistupuje s porozuměním a často až s existencialistickým, psychologickým přesahem mezi subjektivním (osobní život, láska, samota, pocity) a objektivním (místo osobnosti v dějinách). Dochází k názoru, že soudit pohyb, pokrokovost či reakčnost tzn. objektivními historickými měřidly je nesmyslné, protože objektivní historická měřidla jsou výsadním vlastnictvím velkých národů a právě boření se s každodenní bídou a potřeba věnovat všechny síly až přímo beznadějné věci je jistou mravní velikostí slovenského národa.

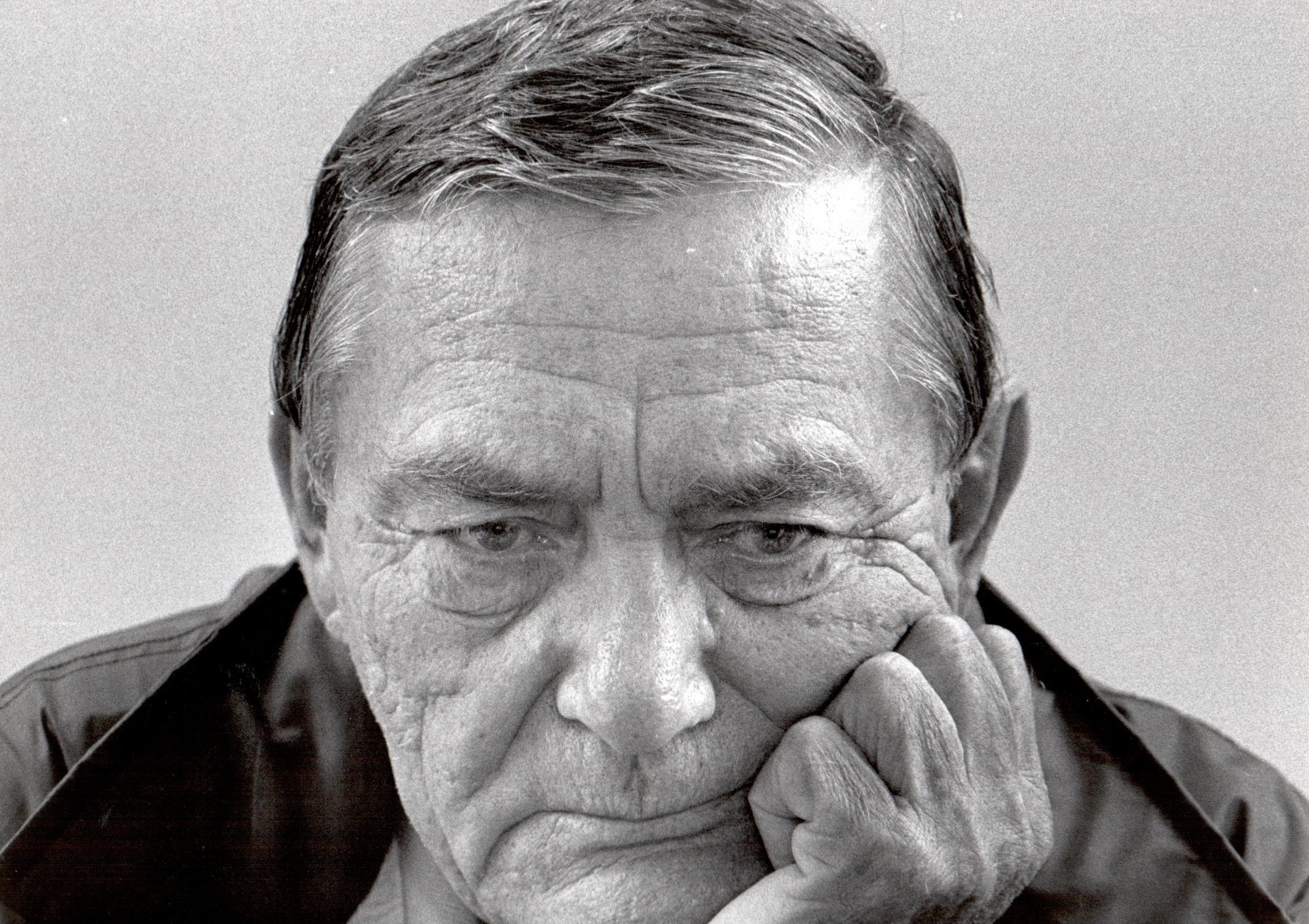
Vladimír Mináč

Podle Mináča mohou mít dějiny smysl jen tehdy, mají-li vyšší cíl v humanismu a sociální spravedlnosti a sociální spravedlnost je smyslem jak národních dějin, tak dějin lidstva. Mináč filozoficky navázal na generaci davistů podobně jako např. Miroslav Válek. Svou literární tvorbou se postavil proti schematizmu a dogmatismu padesátých let a v šedesátých letech podpořil Dubčekovo křídlo. Syn Vladimir Mináč ml. v tomto kontextu říká: "V roce 1968 otec patřil k reformním komunistům. Nebyl příznivcem klasického kapitalismu, jako například tehdejší členové Klubu angažovaných nestraníků, ale byl za socialismus s lidskou tváří." Mináč působil spíše ve sféře kulturní, což jej možná zachránilo i před obviněním z buržoazní nacionalismu, kterému čelil spolu s Dominikem Tatarkou. 
V Mináčových esejích nacházíme, že národní musí jít ruku v ruce se sociálním a spolupráce mezi národy musí předpokládat jejich historické uznání. A nad vším je nejvyšší idea sociální spravedlnosti a bratrství mezi národy. V humanistickém duchu měřil hodnotu lidstva podle vývoje kultury, vývoje vzájemného lidského porozumění a bratrství. Slovenskou filozofii dějin postavil na dvou povstáních dvou staletí, přičemž právě Slovenské národní povstání považuje - i pod vlivem esejí Novomeského - za vyvrcholení slovenského národního sebeuvědomění. Esej Povstání je dovršením koncepcí, které rozvíjel ve dvou předchozích knihách a napsal ji k 30. výročí SNP. Mináč píše, že právě celonárodním povstáním „uskutečnil slovenský národ svůj největší, nejvýznamnější historický čin“.

### Rozhovory
V roce 1995 uskutečnil sérii rozhovorů s Danou Podrackou pro Literární týdeník, které vyšly o rok později (1996) ve Vydavatelství Spolku slovenských spisovatelů a které byli také publikovány v roce 2020 na DAV DVA.

### Literární kritiky
V literární kritice zdůrazňoval filozofické a mravní aspekty slovenské tvorby (Čas a knihy, Paradoxy). Kromě uměleckých próz je také autorem cestopisu a vícero filmových scénářů.

## Pocta

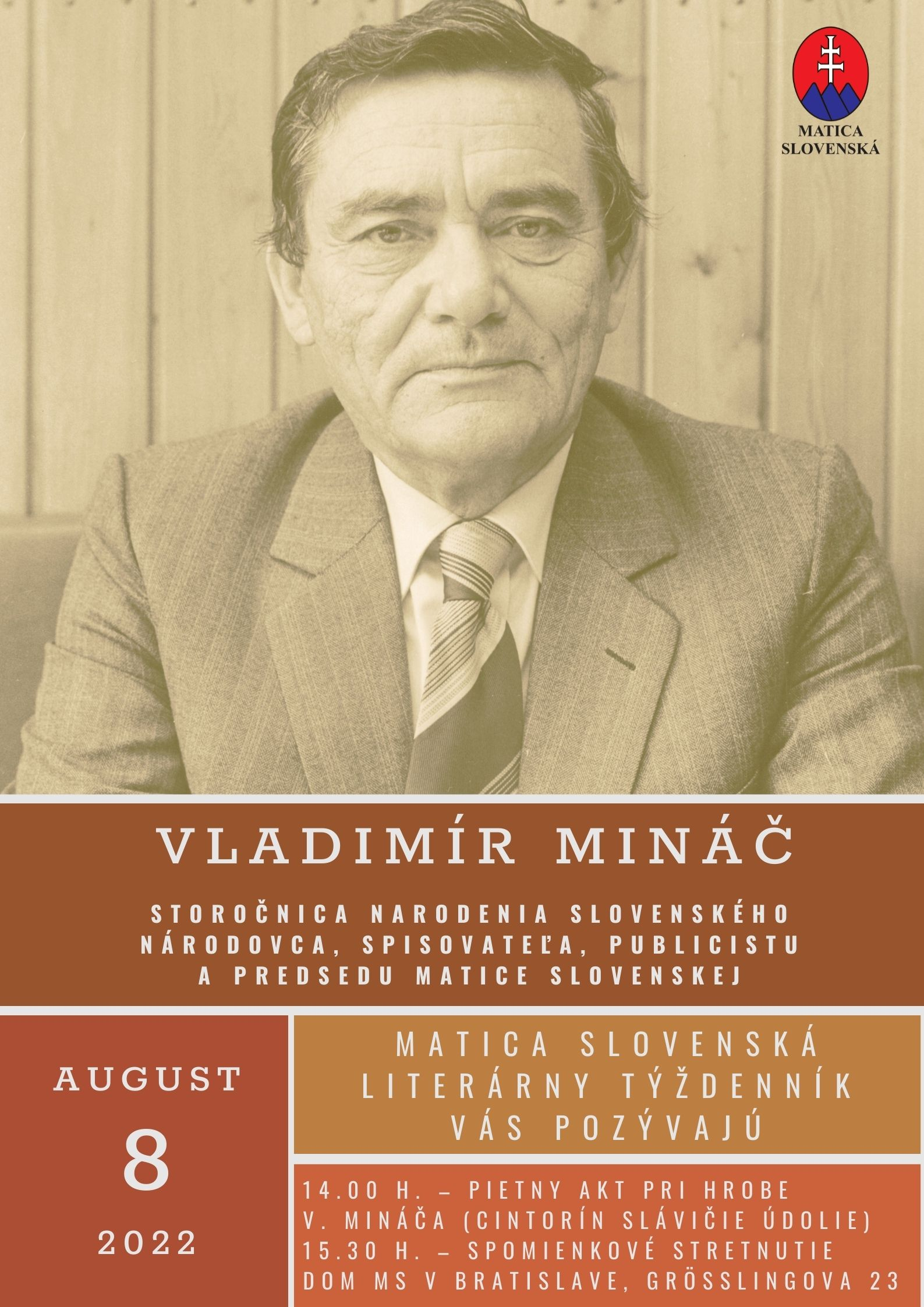
Plakát Matice slovenské ke 100. výročí narození Vladimíra Mináče

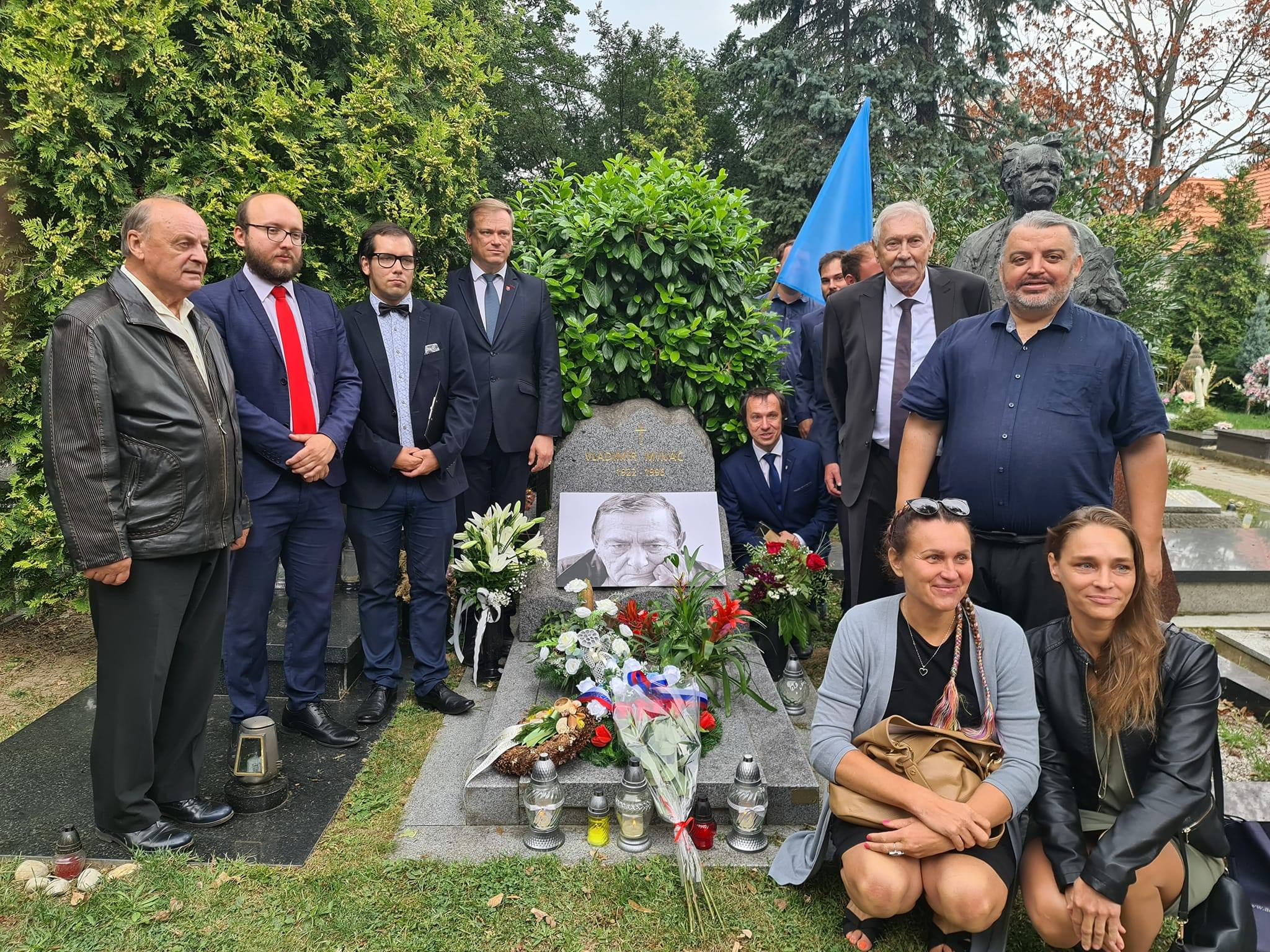
Představitelé Matice slovenské (Peter Schvantner, Lukáš Perný, Marián Gešper, Marek Hanuska), Vladimír Mináč ml. a Eduard Chmelár u hrobu Vladimíra Mináče, 100 let narození Vladimíra Mináče

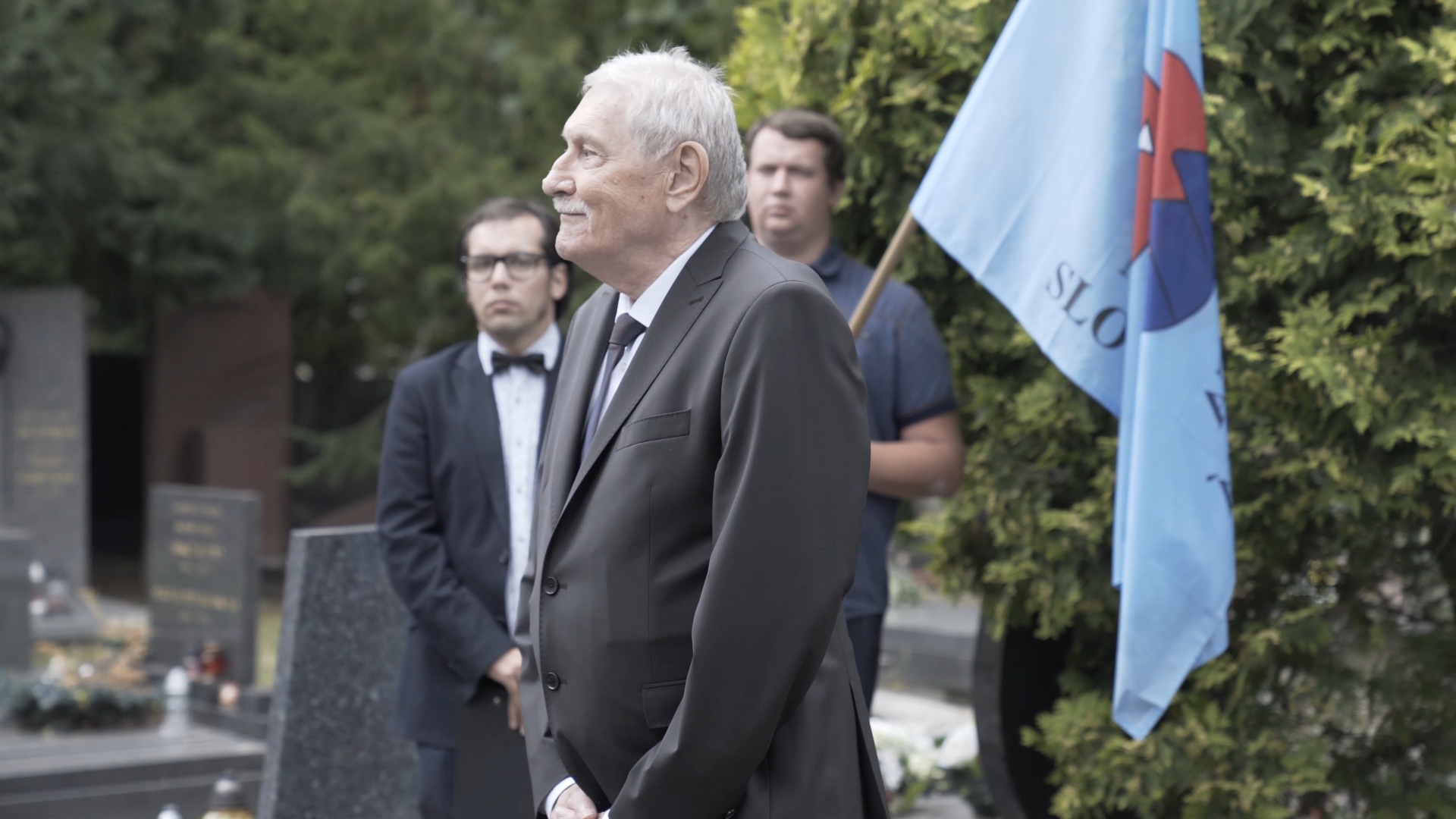
Vladimír Mináč mladší u hrobu svého otce, národního umělce Vladimíra Mináče

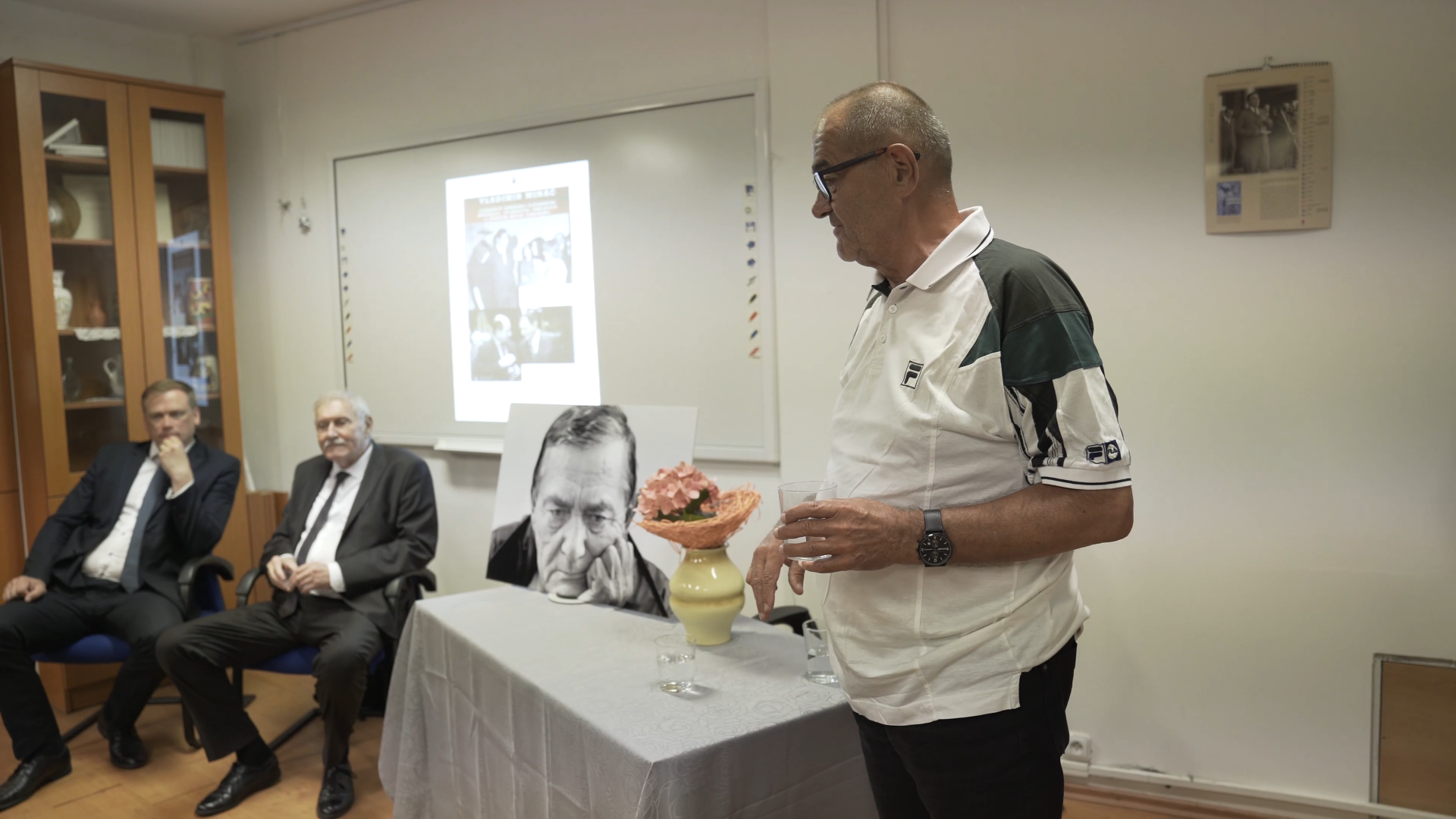
Spisovatel Peter Holka o Vladimíru Mináčovi na oslavě 100. výročí jeho narození v Matici slovenské Bratislavě, v pozadí Marián Gešper a Vladimír Mináč ml.

V roce 1998 mu bylo uděleno státní vyznamenání Rad Ľudovíta Štúra I. třídy, in memoriam.

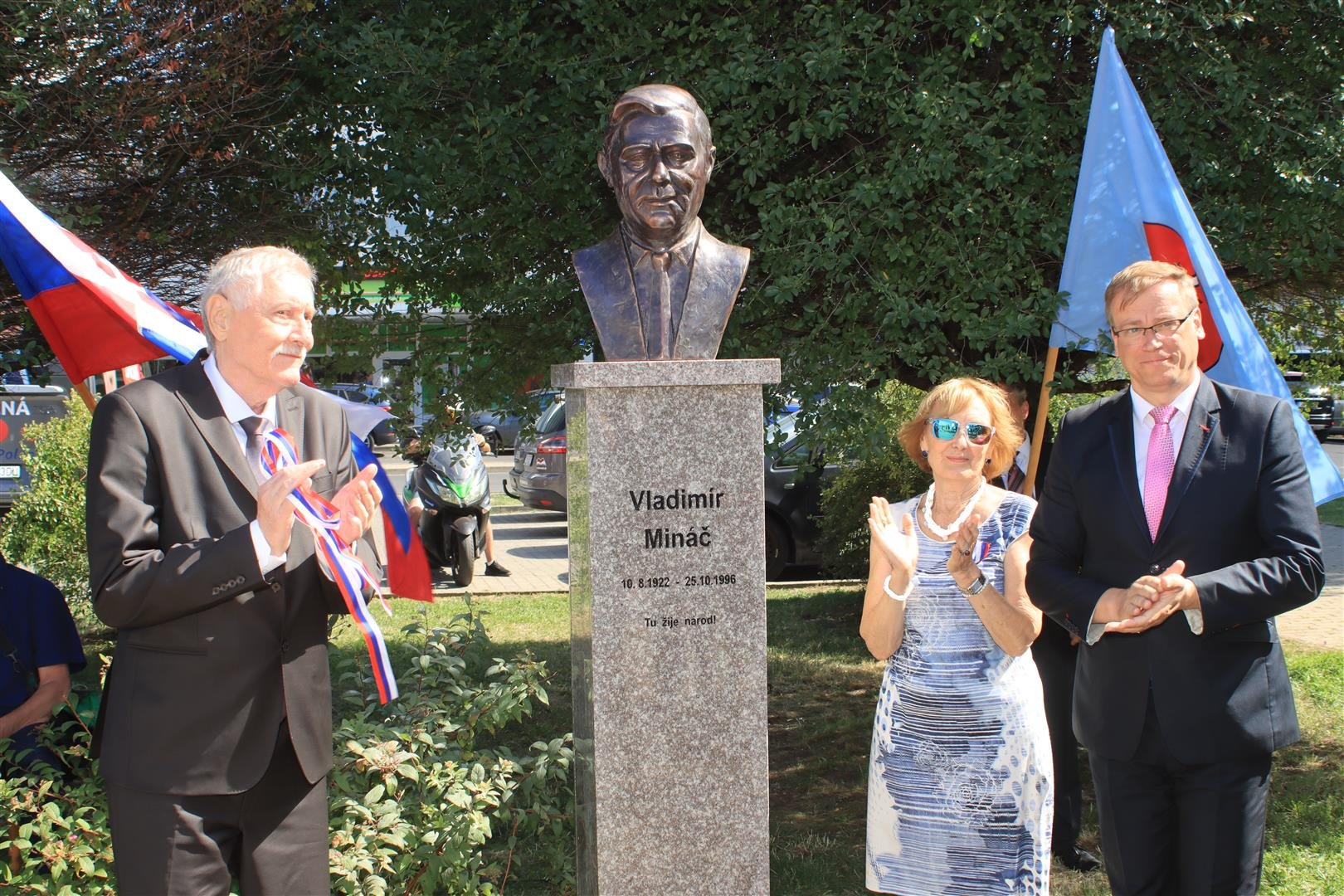
Marián Gešper (Matica slovenská) a Vladimír Mináč ml. (syn Vladimíra Mináče) po odhalení busty Vladimíra Mináče st.

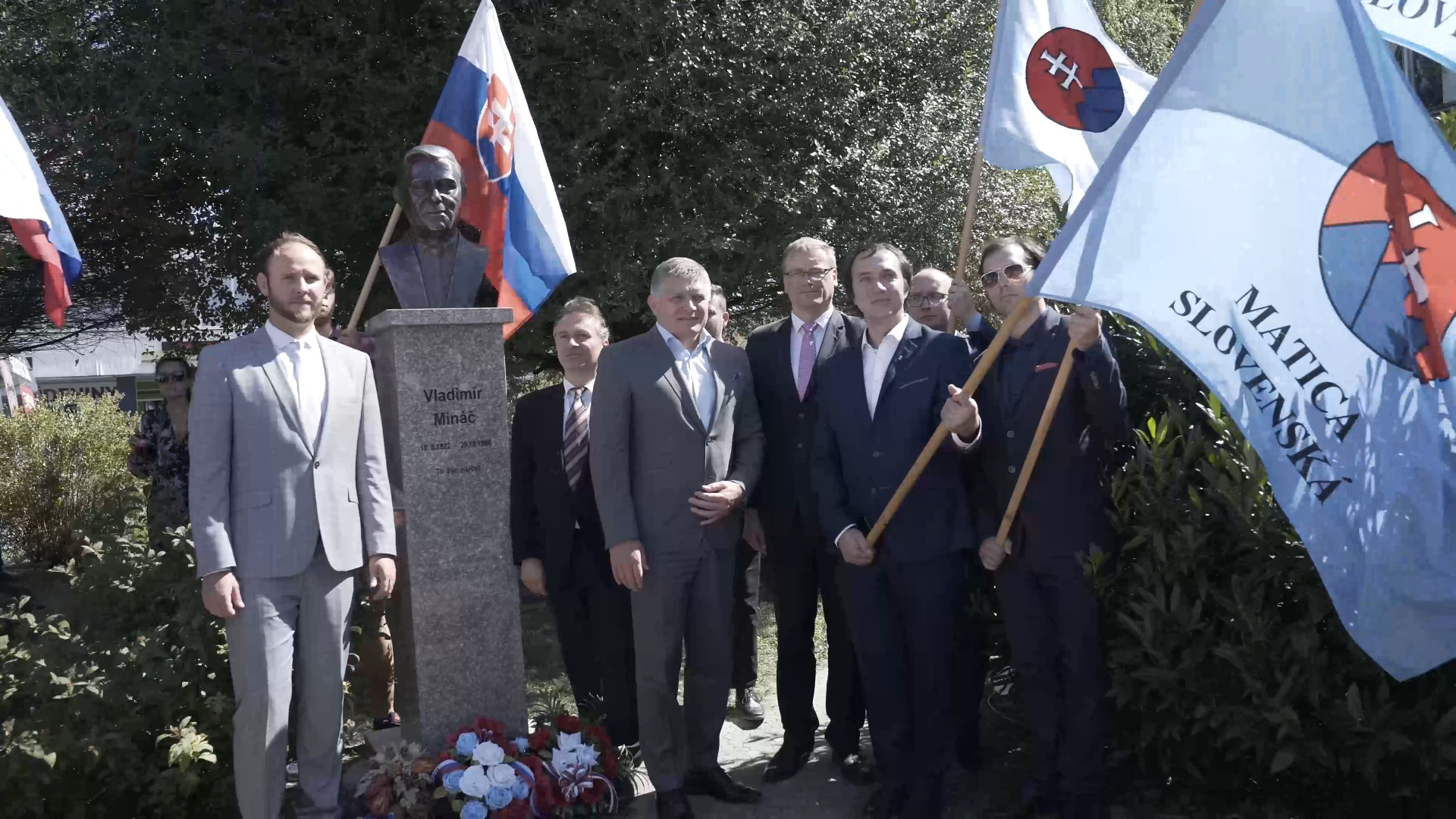
Tehdy (2022) poslanec NRSR Robert Fico, minulý a budoucí premiér, na akci Matice slovenské - odhalení busty spisovatele a levicového intelektuála Vladimíra Mináče

Matice slovenská si uctila sté výročí narození Vladimíra Mináče triptychem podujatí (vzpomínka, seminář, konference) a odhalením busty v Rimavské Sobotě. 
Předseda Marián Gešper prohlásil: „Chci zdůraznit jménem Matice slovenské, předsednictva Matice slovenské a jejího výboru, že Mináč je pro Matici slovenskou jednoznačně pozitivní osobností.“
Robert Fico, který si Mináče pamatuje z počátku své politické kariéry, zdůraznil, že spisovatelé jako byl Mináč, ale také Ladislav Ballek a Peter Jaroš kultivovali politické prostředí. Zdůraznil také, že Mináč reprezentuje vlastnosti jako podpora vzdělanosti, levicovost, suverenita a antifašismus. Robert Fico také o rok později, na stejném místě, před odhalením busty Vladimíra Clementise a uvedení knihy Clementis & Mináč (Lukáš Perný, Marián Gešper) v tomto kontextu retrospektivní uvedl: „Mluvme o tom, že jsme země, která měla velikány. Takovým lidem jako byl baťko Mináč nebo doktor Vladimír Clementis s úctou a respektem vzdám hold.“
Na akcích vystoupili osobnosti slovenské kultury, politiky a umění (Gabriela Rothmayerová, Peter Holka, Jozef Leikert, Peter Štrelinger, Pavol Dinka, Josef Šimonovič, Eva Mária Chalupová, Ivan Ožvát, Eduard Chmelár, Lukáš Perný, Radoslav Žgrada, Július Lomenčík, Pavol Parenička, Peter Valo, Robert Fico, Josef Šimko, Magdaléna Rúfusová, Marián Gešper, Maroš Smolec), jakož i rodina Vladimíra Mináča.
Matice slovenská vytvořila o Mináčovi film Sebrané spory Vlada Mináča (režie Ján Seman) a knihu Clementis & Mináč: Vlastenci alebo "buržoázni nacionalisti?".
Na odkaz Vladimíra Mináča reagoval negativně projekt Karmina sérií článků Mináčovská levice. Odpovědí na tyto kritické články je Manifest Mináčovské levice, který vytvořili levičáci z okruhu projektu DAV DVA.

## Dílo

### Próza
- 1947 Smrť chodí po horách, román z období SNP
- 1949 Včera a zajtra, volné pokračování díla Smrť chodí po horách
- 1951 Modré vlny, mládežnícký román
- 1954 Na rozhraní, sbírka 7 povídek
- 1955 V krajine, kde vychodí slnko, cestopis z Číny
- 1958 Dlhý čas čakania, 1. díl románové trilogie „Generácia“
- 1959 Živí a mŕtvi, 2. díl románové trilogie „Generácia“
- 1961 Zvony zvonia na deň, 3 díl románové trilogie „Generácia“
- 1960 Tmavý kút, povídky
- 1962 Nikdy nie si sama, dvojnovela
- 1963 Záznamy, sbírka povídek
- 1964 Výrobca šťastia, satirický román (byl inscenován ve spolupráci s Milanem Lasicou v roce 1985)

### Výběry
- 1965 Kto kráča po ceste, povídky z knih Tmavý kút a Záznamy + novela Kriminálny príbeh
- 1966 Paradoxy, výběr esejí
- 1976 Súvislosti, výběr esejí a kritických statí
- 1978 Skúsenosti

### Eseje a kritiky
- 1956 Za pravdivé a presvedčivé zobrazenie našej skutočnosti, referát o slovenské próze v let 1945-1955
- 1962 Čas a knihy
- 1965 Tu žije národ
- 1970 Dúchanie do pahrieb, navazuje na Tu žije národ
- 1972 O literatúre
- 1974 Povstanie
- 1974 Zobrané spory J. M. Hurbana
- 1979 Portréty a osudy
- 1992 Sub tegmine
- 1993 Návraty k prevratu
- 1993 Odkiaľ a kam Slováci
- 1994 Hovory M
- Adam, Adam, kto si?
- Paradoxy okolo umenia

### Scénáře
- 1951 Boj sa skončí zajtra (podle jeho filmové povídky Prielom z roku 1950)
- 1953 Pole neorané (podle románu Petra Jilemnického)
- 1955 Žena z vrchov
- 1959 Kapitán Dabač

### Rozhovory
- 1992 – V košeli zo žihľavy (Peter Holka)
- 1998 – Paradiso[31] (Dana Podracká, publikováno také na DAV DVA[22])